# Messine
Pour les articles homonymes, voir Messin et Messines.
Messine (en italien : Messina, /mesˈsiːna/  ; en sicilien : Missina, /mɪsˈsiːna/) est une ville portuaire italienne, chef-lieu de la ville métropolitaine de Messine en Sicile. Troisième ville sicilienne par sa population et treizième à l'échelle de l'Italie, elle compte 222 150 habitants dans ses limites administratives tandis que sa métropole en réunit environ 650 000. Sise à la pointe nord-est de l'île, sur la rive occidentale du détroit de Messine auquel elle prête son nom depuis l'Antiquité, elle constitue le point d'accès à la Sicile depuis Villa San Giovanni et Reggio de Calabre sur le continent. Selon Eurostat, la zone urbaine élargie (ZUA) de l'aire métropolitaine de Messine comptait en 2014 une population de 277 584 habitants.
Ville très ancienne, Messine a été détruite à plusieurs reprises. Fondée en 757 av. J.-C. par les Sicules sous le nom de Zancle, « faucille », elle est repeuplée de colons grecs qui la rebaptisent Messéné puis fleurit sous les périodes romaine et byzantine. Détruite une première fois en 843 par les Sarrasins, elle entame un long déclin durant la domination islamique avant de connaître un brillant renouveau à l'arrivée des Normands, ce qui lui permet d'atteindre un véritable âge d'or entre la fin du Moyen Âge et le milieu du XVIIe siècle. Vient ensuite le temps des calamités : incendiée en 1678 à cause d'une révolte anti-espagnole qui anéantit sa classe dirigeante, elle est ravagée par de multiples séismes en 1783 puis subit un siège dévastateur lors de la révolution sicilienne en 1848. C'est en 1908 que lui est asséné le coup de grâce, lorsqu'elle subit un énième séisme qui la rase au sol et lui fait perdre la moitié de ses habitants. Reconstruite à partir de 1912 dans le style Liberty caractéristique de cette époque, la ville moderne présente une série ordonnée et régulière de rues larges et rectilignes orientées dans un axe nord-sud.
L'économie de la ville est principalement basée sur les activités portuaires (commerciales, militaires et chantiers navals), le tourisme de croisière et l'agriculture de vignes, agrumes et oliviers. Messine dispose d'une université importante et historique, fondée en 1548 par saint Ignace de Loyola, et est le siège d'un archidiocèse catholique depuis 1986. Jusqu'en 2013, elle accueillait tous les ans une foire internationale instituée au XIIIe siècle.

## Géographie

### Localisation
Messine est située à l'extrémité nord-est de la Sicile, sur la rive occidentale du détroit de Messine qui sépare la pointe de la péninsule italienne (Calabre) de la Sicile (cap Peloro). La ville s'étend entre la côte ionienne et les monts Péloritains et s'étend face à Reggio de Calabre, située de l'autre côté du bras de mer. La cité jouit d'un port naturel qui connaît une activité commerciale et militaire importante.

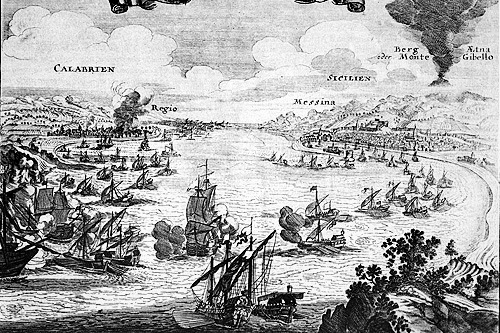
Xylographie du XIXe siècle représentant le détroit de Messine.
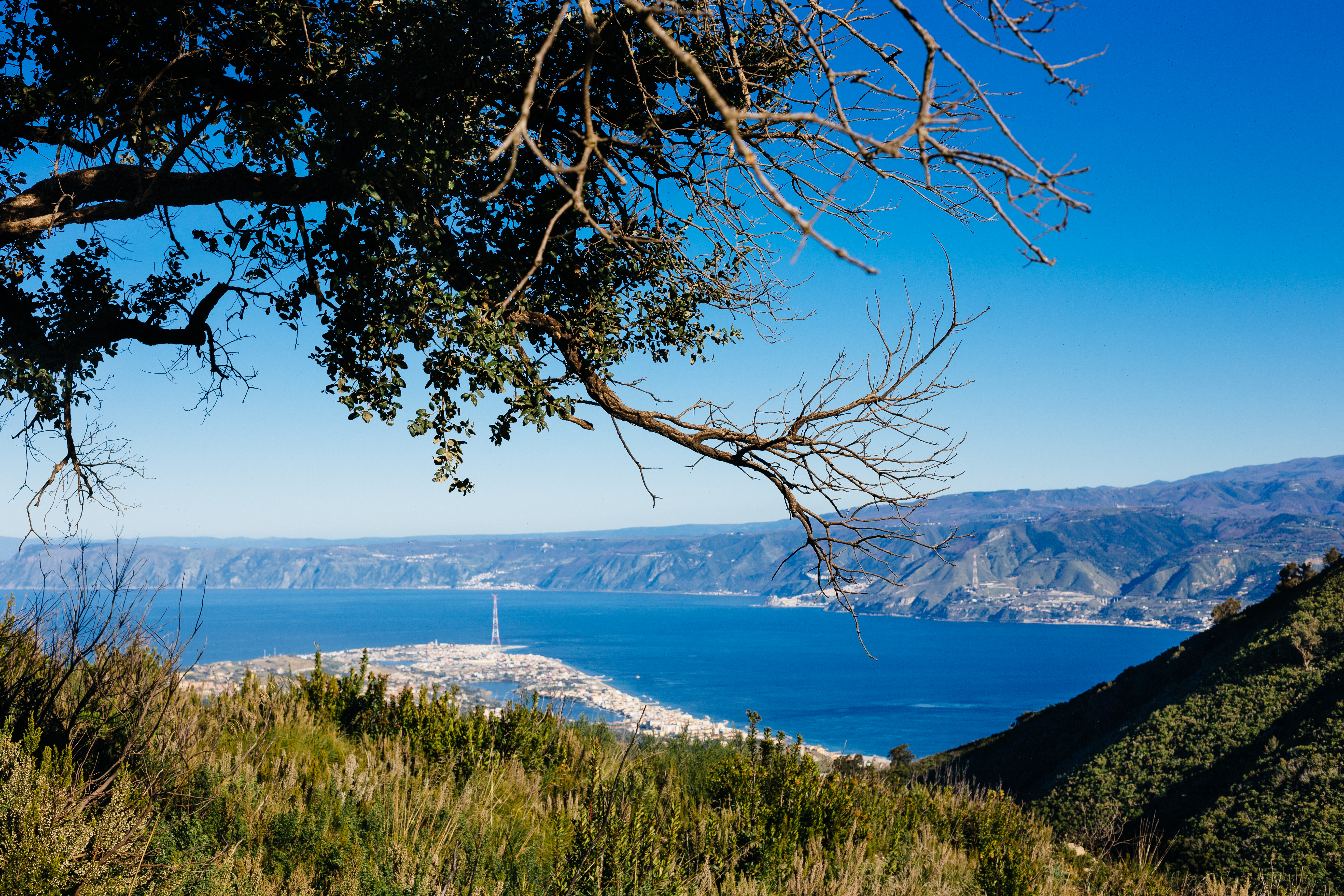
Vue du détroit depuis le cap Peloro, avec l'un des pylônes de Messine en contrebas.

### Topographie
La ville se développe en longueur sur la côte en raison des proches collines qui freinent l'urbanisation à l'intérieur des terres. Il s'agit de ce fait de la cité la plus « longue » d'Italie.

### Climat
Messine bénéficie d'un climat méditerranéen (classification de Köppen : Csa), caractérisé par des étés longs, chauds et secs, ainsi que des hivers courts, doux et pluvieux marqués par de très faibles variations de température. Ainsi, au cœur de la saison hivernale, les températures nocturnes restent bien souvent supérieures à 10 °C et le dernier épisode neigeux survenu dans la ville remonte au 7 janvier 2017, précédé de l'événement du 30 janvier 1999. L'été chaud n'est pas particulièrement étouffant grâce aux brises marines, qui tendent à contenir les valeurs maximales de température ; ce n'est qu'en présence de vents du sud (pendant les grandes vagues de chaleur) qu'elle peut atteindre le seuil des 40 °C.
Elle est l'une des villes côtières les plus pluvieuses de Sicile : sa pluviométrie moyenne annuelle de 909,8 mm place la ville du détroit au-dessus des moyennes italiennes. Les précipitations sont principalement concentrées entre l'automne et l'hiver sans être absentes lors des sécheresses estivales à cause des violents orages post-méridiens. Les pluies abondantes de Messine proviennent de divers facteurs et en particulier des collines relativement hautes qui se dressent à proximité immédiate de la ville - les monts Nébrodes et Péloritains en Sicile, l'Aspromonte en Calabre -, des reliefs qui provoquent des phénomènes fréquents de stau et la présence des deux mers Ionienne et Tyrrhénienne, qui créent fréquemment des conditions favorables aux pluies.

À l'inverse, de l'autre côté du détroit de Messine, la ville de Reggio de Calabre enregistre un temps beaucoup plus sec en toutes saisons grâce à sa position légèrement plus au sud, ce qui constitue une différence climatique notable sur une distance aussi courte.
| Mois                              | jan.  | fév.  | mars  | avril | mai   | juin  | jui.  | août  | sep.  | oct.  | nov.  | déc.  | année   |
| --------------------------------- | ----- | ----- | ----- | ----- | ----- | ----- | ----- | ----- | ----- | ----- | ----- | ----- | ------- |
| Température minimale moyenne (°C) | 10,4  | 10,2  | 11,5  | 13,7  | 16,7  | 21,1  | 24,2  | 24,6  | 21,4  | 18,5  | 15,2  | 11,9  | 16,6    |
| Température moyenne (°C)          | 12,6  | 12,5  | 14,3  | 16,5  | 20,2  | 24,4  | 27,4  | 27,8  | 24,5  | 21,2  | 17,4  | 14,1  | 19,4    |
| Température maximale moyenne (°C) | 14,9  | 14,9  | 17,1  | 19,3  | 23,7  | 27,8  | 30,6  | 31,1  | 27,6  | 23,9  | 19,7  | 16,3  | 22,2    |
| Ensoleillement (h)                | 110,6 | 115,8 | 160,9 | 195,4 | 260,6 | 275,7 | 309,6 | 289,8 | 171,1 | 174,4 | 116,6 | 94,2  | 2 274,7 |
| Précipitations (mm)               | 109,7 | 92,9  | 86,8  | 58,7  | 32,7  | 39,4  | 21,7  | 34,9  | 93,2  | 103,6 | 117,7 | 118,5 | 909,8   |

### Urbanisme
(janvier 2025).
Messine, troisième ville la plus peuplée de Sicile, compte à proximité immédiate du centre-ville 80 bidonvilles dans lesquelles vivent 2 000 familles. Dans l'agglomération, les maisons de fortune abritent 6 500 habitants. Si les baraccopoli apparaissent après le séisme du 28 décembre 1908, dont quelques uns survivent de cette époque, et que d'autres naissent sous le régime fasciste dans les années 1930, la majorité sont la réponse à la pénurie de logements depuis l'après-guerre, à l'instar de Fondo Fucile, quartier de 130 baraquements qui émerge dans les années 1970, ainsi que celui de Giostra, Fondo De Pasquale, Annunziata, Camaro, Fondo Saccà ou Taormina, le plus grand de la ville qui regroupe plus de 400 familles. Les maisons passent de générations en générations, ou sont revendus au marché noir dans ce quartier gangrené par la mafia, dont les membres représentaient en 2017 10 % de la population de Fondo Saccà.
En 1990, une enveloppe de 500 milliards de lires n'avait abouti qu'au relogement de 530 familles en près de trente ans. La création par la municipalité de l'Arisme, agence chargée de la lutte contre cet habitat indigne, a permis 350 relogements et la destruction de six bidonvilles entre 2018 et l'été 2021. En réponse à la pandémie de Covid-19, un plan triennal (2021-2024) de 300 millions d'euros, financé pour deux tiers par la municipalité alors dirigée par Cateno De Luca, et pour un tiers par l'État qui a doté de pouvoirs spéciaux le préfet de Messine, Cosima Di Stani, prévoit le démantèlement total des baraquements sauvages d'ici 2024,. En parallèle, la ville de Messine met en œuvre, à partir de 2017, le projet Capacity qui offre aux habitants de Fondo Saccà un accompagnement social, avec des aides pour un logement bon marché ou pour la construction d'une maison individuelle, du microfinancement pour réintégrer l'économie légale, et un renforcement de l'éducation des plus jeunes.

### Voies de communication et transports

#### Infrastructures routières

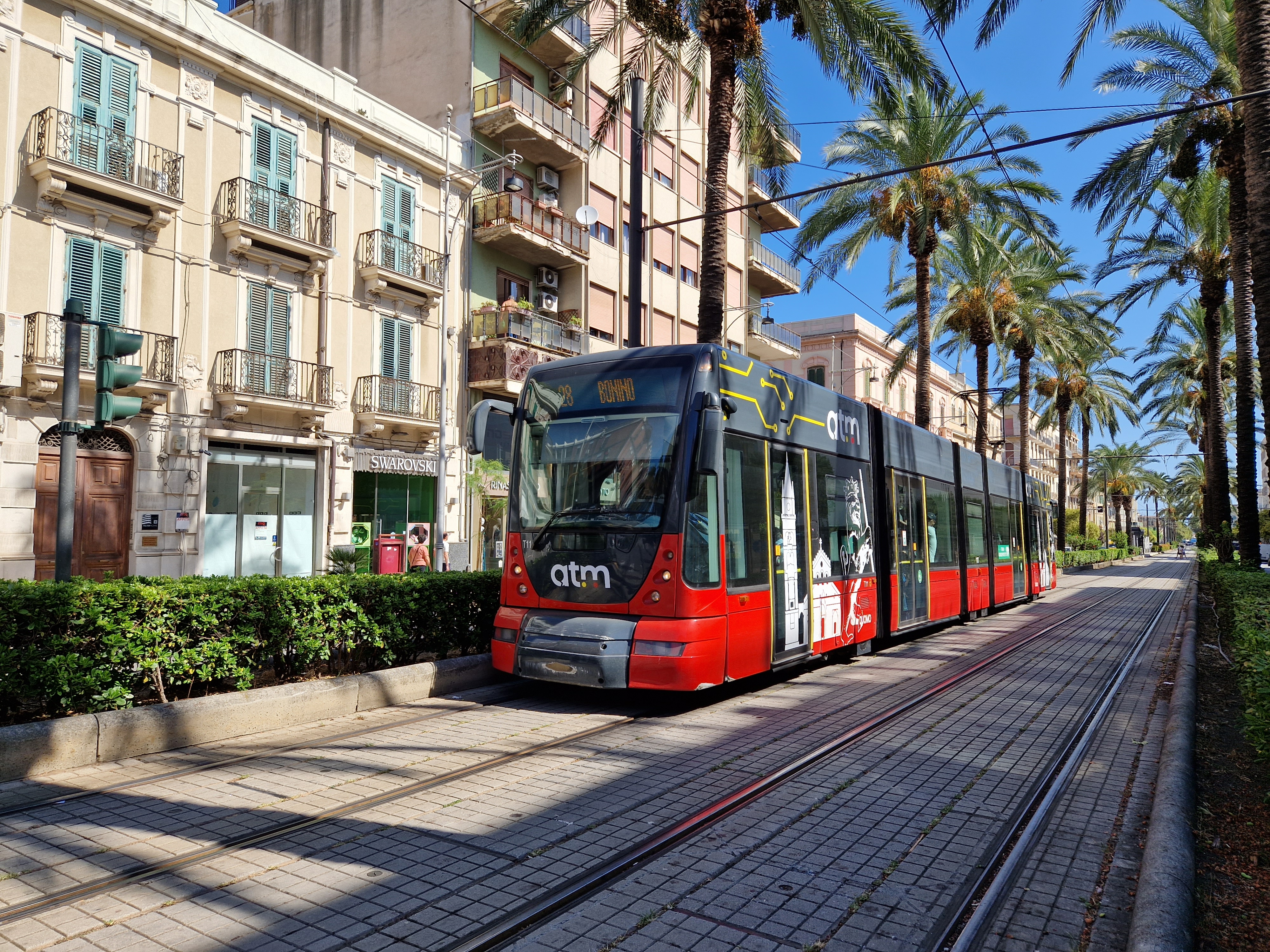
Tramway de Messine.

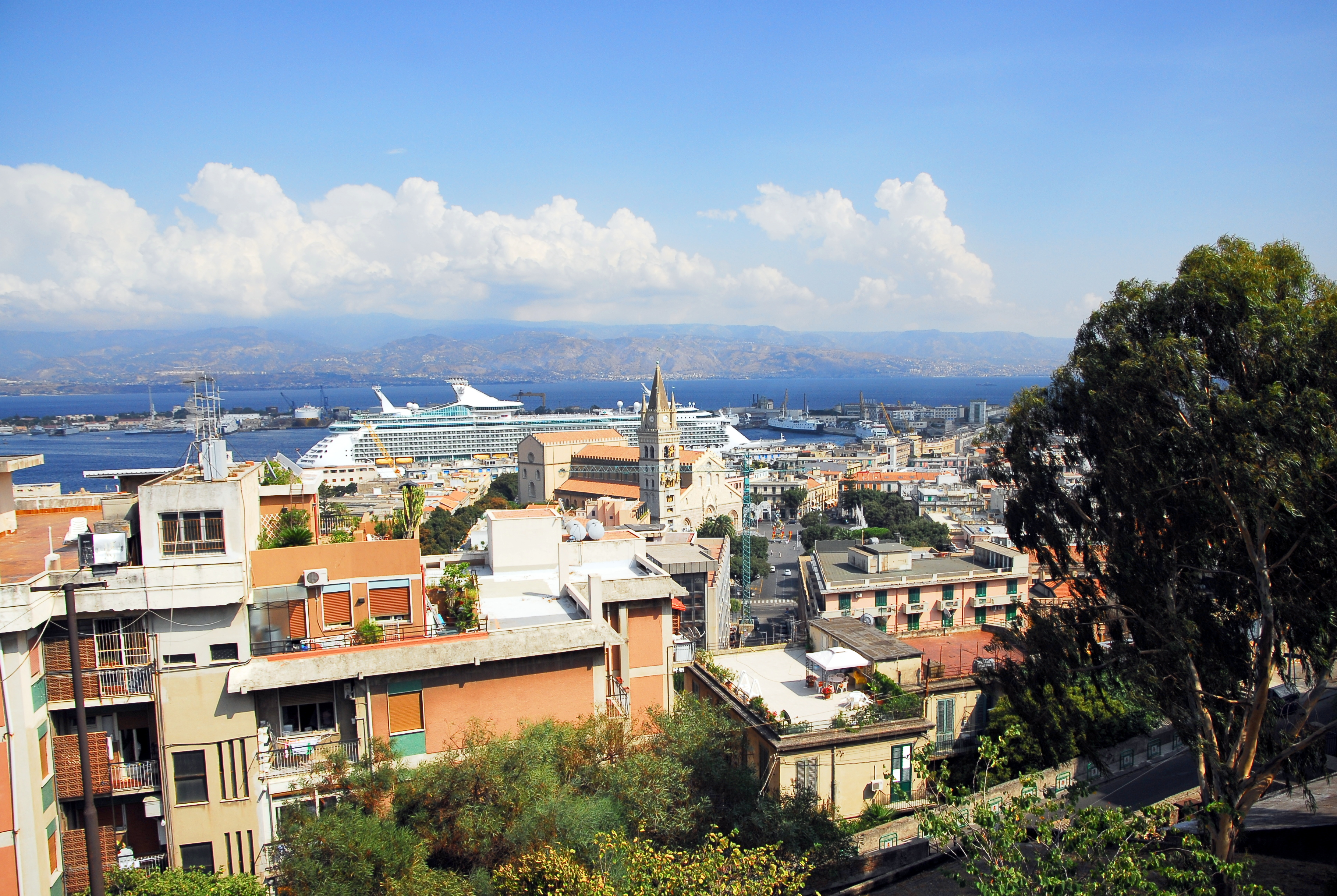
Navire de croisière vu depuis le sanctuaire de Montalto.

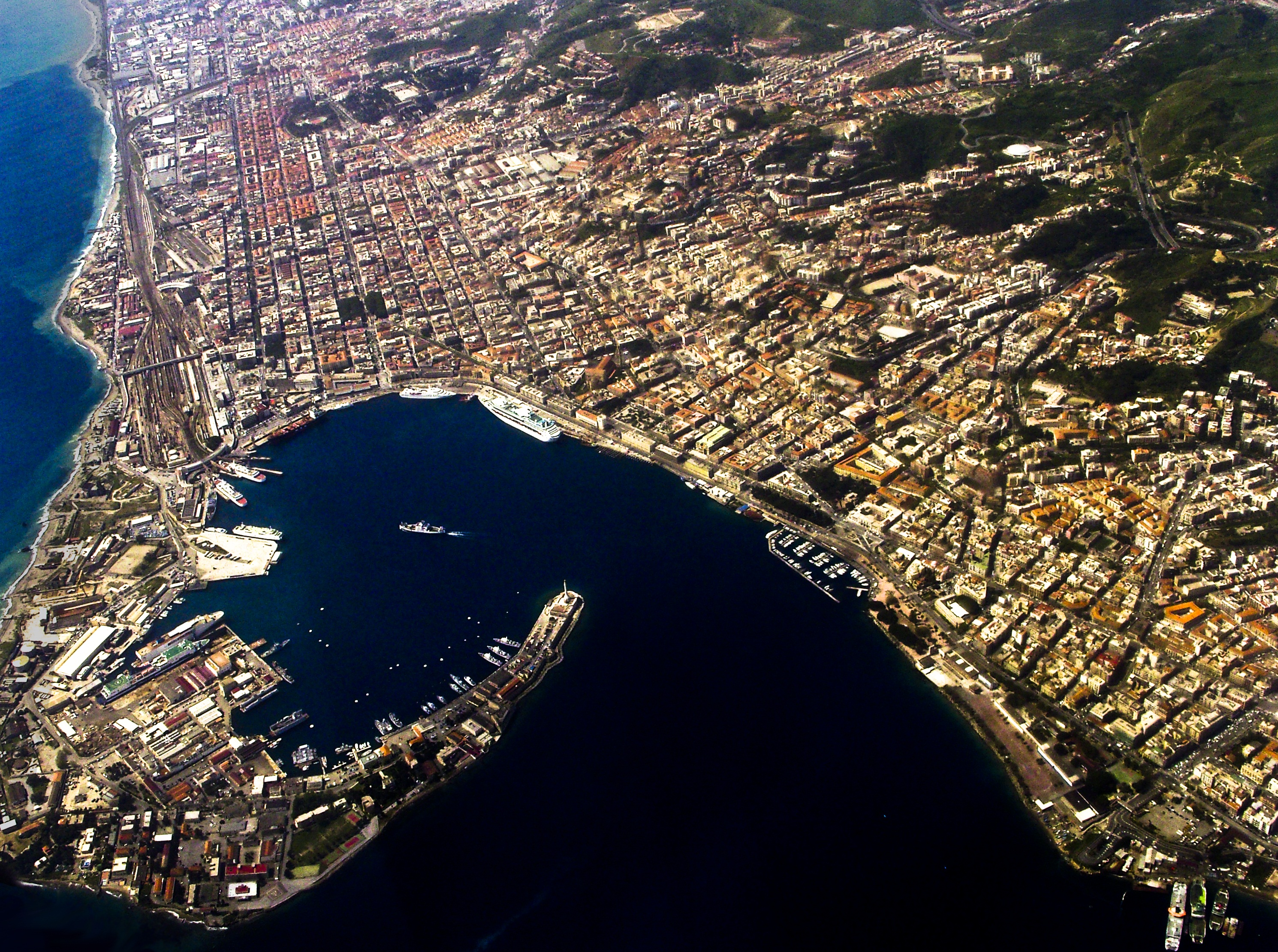
Vue aérienne du port de Messine.

Le périphérique autoroutier de Messine appartient à l'itinéraire de l'A20 (Messine-Palerme) qui dessert toute la zone urbaine de la ville du nord au sud. Elle est également desservie par l'autoroute A18 (Messine-Catane).

#### Transports urbains
Le système de bus public de Messine est exploité par ATM Messina (it) : à partir du 8 octobre 2018, l'offre de transport public est réorganisée en introduisant une ligne de bus (ligne 1 - Shuttle 100) qui, toutes les 15 minutes, traverse 38 des 50 km du littoral de la ville de Messine. Ainsi, un service en peigne est créé, avec des arrêts d'échange où se terminent les bus à destination et en provenance des villages, et avec le tramway qui atteint une fréquence d'environ 20 minutes. Environ 36 itinéraires différents desservent tous les quartiers de la ville ainsi que le tramway de Messine (à l'arrêt Repubblica, sur la place de la gare), ouvert en 2003. Cette ligne mesure 7,7 kilomètres et relie la gare et le centre-ville au port.

#### Desserte ferroviaire
La nouvelle gare de Messina-Centrale a été projetée selon les critères modernes de l'architecte futuriste Angiolo Mazzoni et est entourée par une vaste esplanade qui fait office de place centrale. Elle est presque contigüe à la gare de Messina-Marittima, située près du port, par laquelle arrivent et partent les trains en provenance ou à destination de la gare de Villa San Giovanni à travers le détroit de Messine.
La gare est électrifiée et desservie par des trains régionaux. Pour le transport longue distance, elle accueille également des trains de nuit InterCity vers Reggio de Calabre, Naples, Rome, Florence, Gênes, Milan, et d'autres villes.
Depuis 2010, un service de train de banlieue est assuré le long de la voie ferrée Messine-Catane-Syracuse avec des itinéraires desservant notamment les gares de Fiumara-Gazzi, Contesse, Tremestieri, Mili-Marina, Galati, Ponte-Santo Stefano, Ponte-Schiavo, San Paolo et Giampilieri.

#### Transport maritime
En 2021, le port de Messine, qui permet de relier la Sicile au reste de l'Italie par ferry ou bateaux spécialement conçus pour transporter automobiles et voitures de chemin de fer, était le plus fréquenté d'Europe avec 8,232 millions de passagers sur toute l'année.

## Histoire

### Antiquité

#### Fondation de la ville

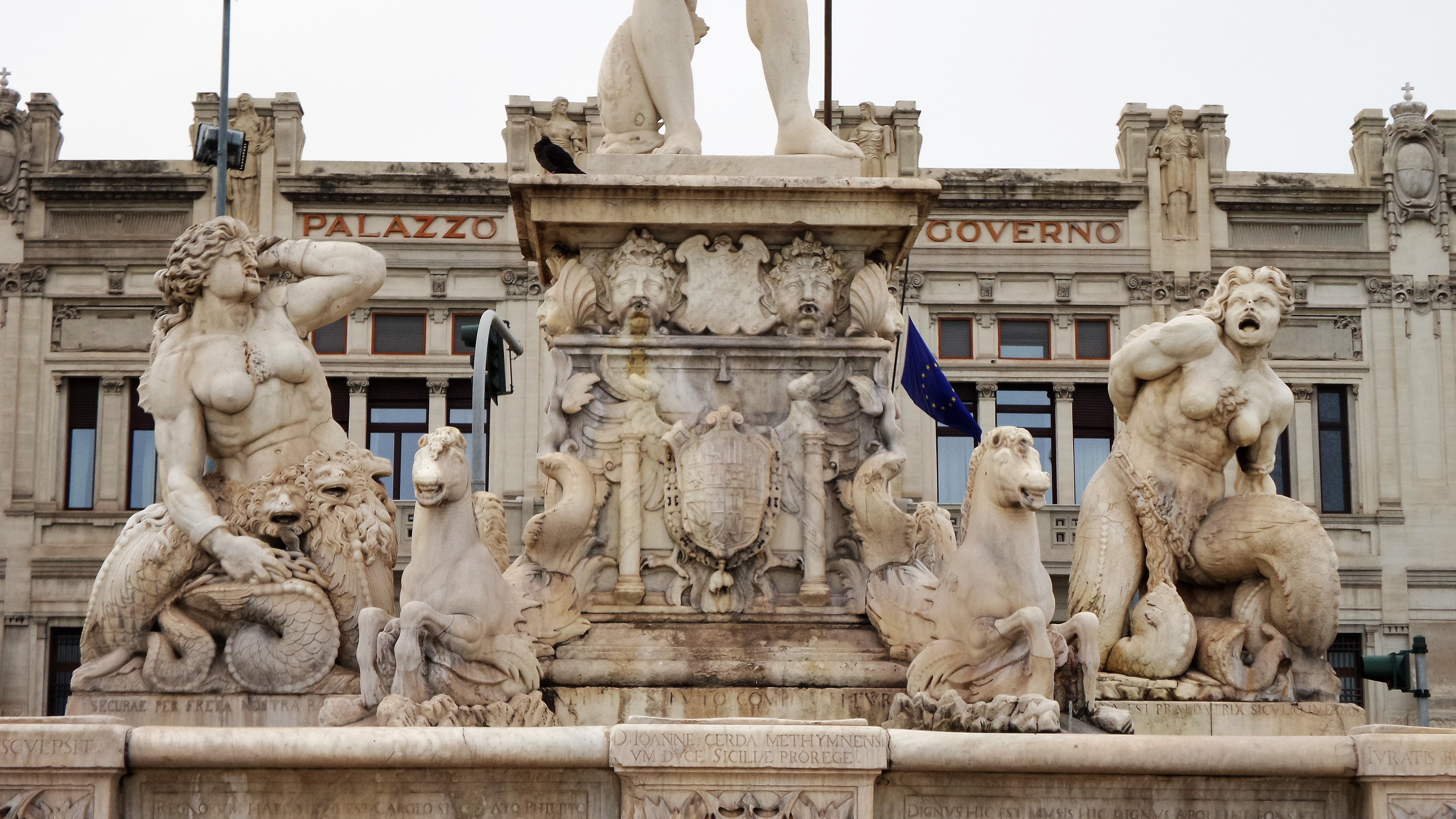
Charybde et Scylla aux pieds de Neptune (fontana del Nettuno).

D'après les mythes, Messine aurait été fondée par le géant Orion. Dans l'Odyssée d'Homère, Ulysse doit franchir le détroit de Messine dont les eaux sont hantées par deux monstres, Charybde et Scylla,.
Occupé par des établissements sicules, le site est choisi vers 750 av. J.-C. par des pirates chalcidiens de Kymé (Cumes, en Grande-Grèce) menés par Périérès puis des colons d'Eubée conduits par Crataiménès pour s'y implanter. Le nom originel de la cité, Zancle (Ζάγκλης), proviendrait du sicule « zanclon », signifiant faucille, évoquant la forme naturelle du site. Selon les auteurs grecs, cette faucille serait celle avec laquelle Cronos émascula Ouranos, d'autres attribuent plutôt la paternité du toponyme à Zanclos (en), légendaire monarque de la cité. Une commune de la ville métropolitaine de Messine située au sud du détroit porte aujourd'hui encore le nom de Scaletta Zanclea. Solin rapporte que la cité de Metauria aurait été fondée par des habitants de Zancle.

#### De Zancle à Messéné

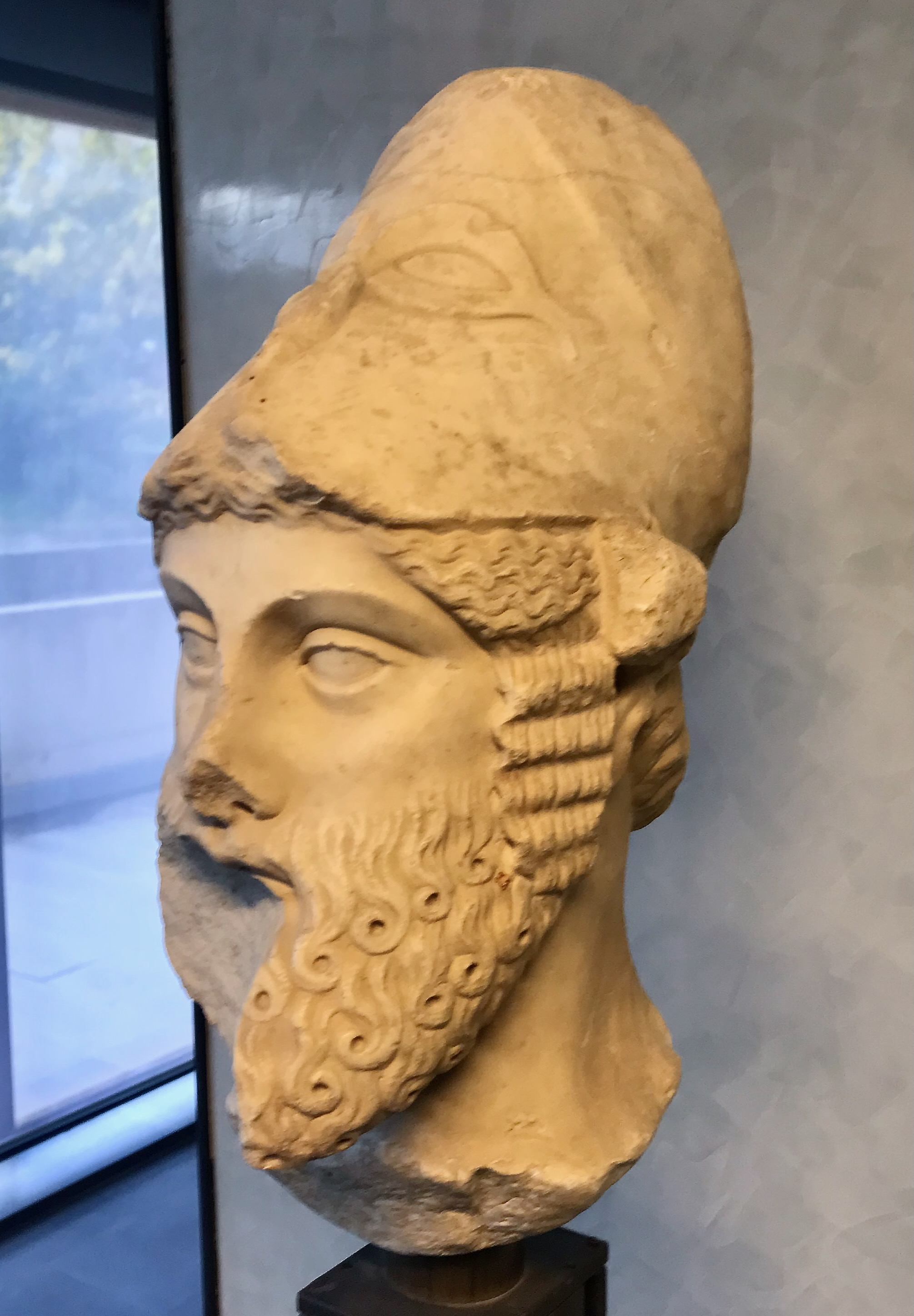
Buste du tyran Anaxilas, fondateur de Messéné (musée régional de Messine).

Zancle, comme sa jumelle sur le continent Rhêgion, fondée en 723 av. J.-C. par des Chalcidiens de Zancle et de Chalcis, profite de l'intensification des échanges commerciaux au VIe siècle av. J.-C. et développe un artisanat local de céramistes et de bronziers. En 648 av. J.-C., Zancle fonde à sa tour sa propre colonie, Himère, dans le nord de la Sicile, témoignage de sa prospérité économique et démographique.
Après la défaite des Ioniens à la bataille de Ladé en 494 av. J.-C., lors de la révolte de l'Ionie contre les Perses, une partie des Samiens et des Milésiens décide de partir vers l'ouest afin d'éviter l'assujettissement et reçoit l'invitation des Zancléens qui souhaitent installer une colonie à Calé Acté, site sicule sur la côte nord de la Sicile. L'expédition arrive en Sicile au moment des conquêtes d'Hippocrate de Gela. Le tyran de Zancle, Scythès, allié d'Hippocrate, menait alors le siège d'une cité sicule et la ville de Zancle se trouvait dépourvue de défenseurs. Or, Anaxilas, tyran de Rhêgion, conseille aux nouveaux arrivants de renoncer à Calé Acté pour s'emparer de Zancle. Apprenant le danger qui court sur sa ville, Scythès demande de l'aide à Hippocrate pour récupérer sa cité mais ce dernier le trahit en passant un accord avec les Samiens et en leur livrant une partie des Zancléens. Le reste de la population fut condamné à l'esclavage et Scythès trouva refuge auprès de Darius en Asie.

Les Ioniens ne profitèrent pas bien longtemps de leur indépendance car, quelques années plus tard, Anaxilas de Rhêgion s'empara de la cité. D'origine messénienne, le tyran décide de la renommer Messéné (Μεσσήνη) et invite ses compatriotes à venir s'y établir,. Micythos fonde la colonie de Pyxous avec des habitants des deux cités de Rhêgion et de Messéné. Alternativement alliée et opposée à Syracuse, la cité est prise et détruite par le Carthaginois Himilcon en 396 av. J.-C. puis reconstruite et repeuplée par Denys l'Ancien mais son emprise urbaine rétrécit. Elle est ensuite reprise par les Carthaginois et de nouveau libérée par Timoléon. Zancle battait monnaie portant un dauphin dans un demi-cercle, symbolisant la faucille du port, tandis que Messéné fait figurer sur ses pièces un lièvre, symbole de Pan, parfois accompagné de dauphins ou d'oiseaux.

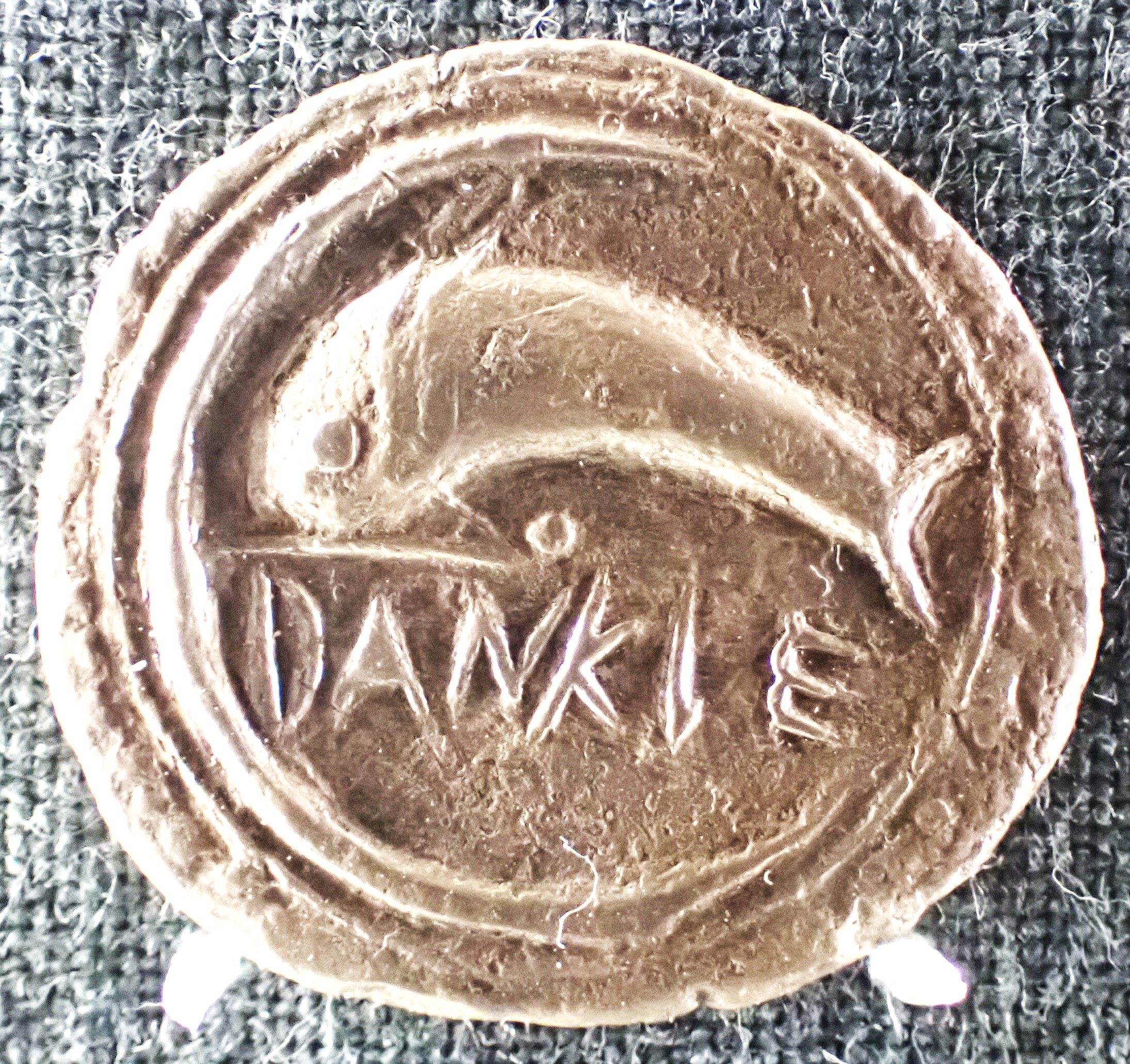
Pièce de Zancle conservée au musée numismatique d'Athènes.
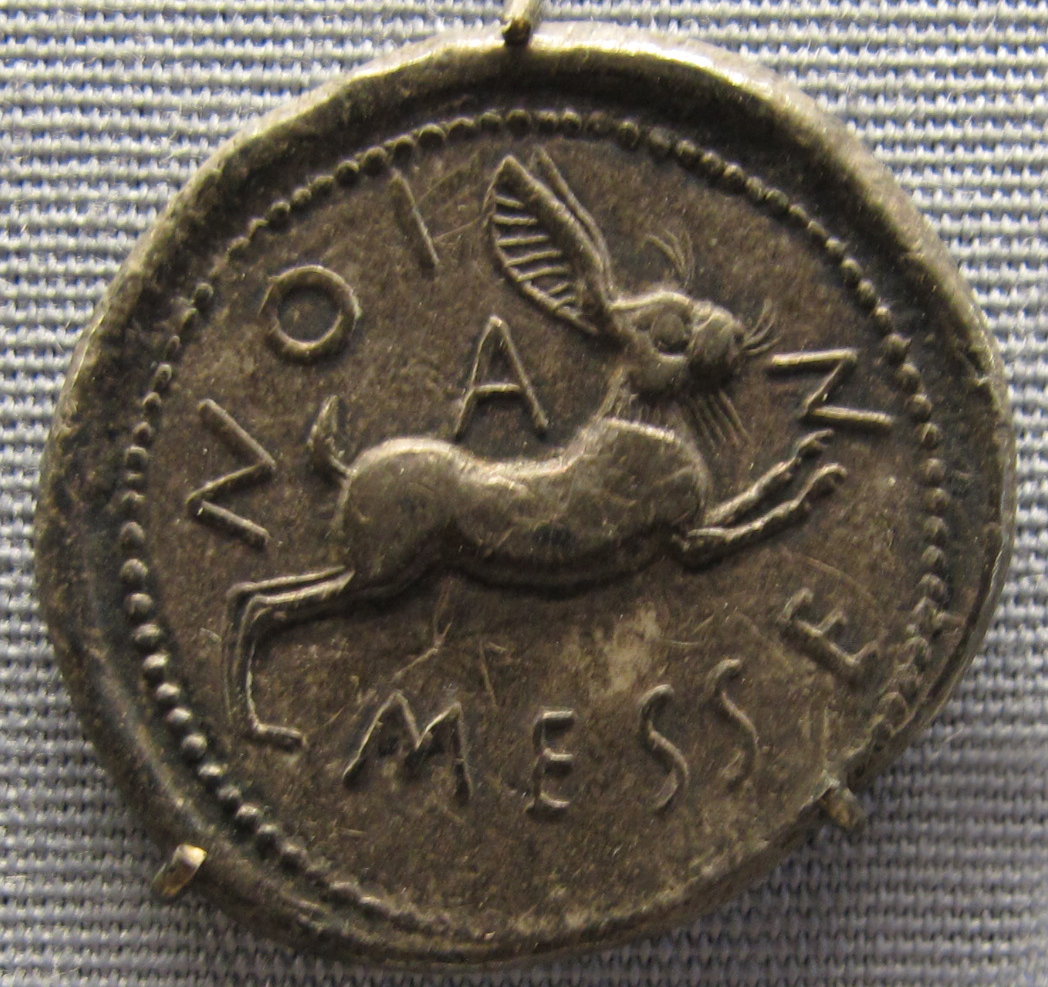
Tétradrachme de Messéné, Ve siècle av. J.-C.

#### Guerres puniques et période romaine

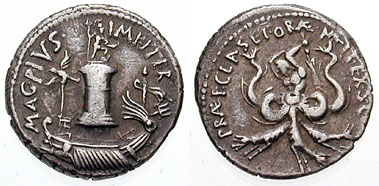
Pièce frappée à Messine sous Sextus Pompée représentant Columna Rhegina et Scylla, symboles du détroit.

En 287 av. J.-C., la mort d'Agathocle, roi de Syracuse, provoque l'exil de ses mercenaires campaniens et osques, les Mamertins. Après une errance de quelques années, ils s'installent à Messine vers 285 av. J.-C. Bien accueillis par la population, les Mamertins se retournent pourtant contre leurs hôtes en assassinant la population masculine et en s'emparant de leurs épouses ainsi que de tous leurs biens. Selon Diodore, les mercenaires auraient alors changé le nom de la cité en Mamertiné en l'honneur de Mamers, le dieu de la guerre osque. Alliés à Rhêgion, ils se constituent un important état territorial sur la côte nord de la Sicile, provoquant de nombreuses tensions avec Syracuse qui cherche à s'étendre dans la région. En 269 av. J.-C., Hiéron II de Syracuse lance plusieurs campagnes pour contenir les Mamertins et leur inflige une sévère défaite à Mylae. Les mercenaires cherchent alors du soutien de la part de Carthage. Les Carthaginois, ennemis de longue date de Syracuse à qui ils disputent l'hégémonie de la Sicile, interviennent et installent une garnison à Messine. Une frange de la population mamertine, mécontente de cette occupation, envoie une ambassade à Rome en 264 av. J.-C. pour demander du soutien à la République romaine en pleine expansion. D'abord réticents à venir en aide à une bande de mercenaires qui pourrait inspirer les rebelles sur ses territoires nouvellement conquis, les Romains sont d'autant plus soucieux de limiter l'expansionnisme carthaginois et acceptent de débarquer en Sicile, ce qui représente leur première opération militaire en dehors de la péninsule italienne. C'est le début de la première guerre punique, à l'issue de laquelle Messana reçoit le titre de cité alliée du peuple romain,.
Messana, opulente cité dotée d'un gigantesque phare, est choisie comme place forte par Sextus Pompée et subit de plein fouet la guerre civile de 49 av. J.-C., lors de laquelle la flotte de Pompée brûle celle de César dans le port, puis la révolte sicilienne. Octave, battu lors d'une bataille navale au large de la ville en 37 av. J.-C., décide de lui retirer ses privilèges de cité alliée.

### Moyen Âge

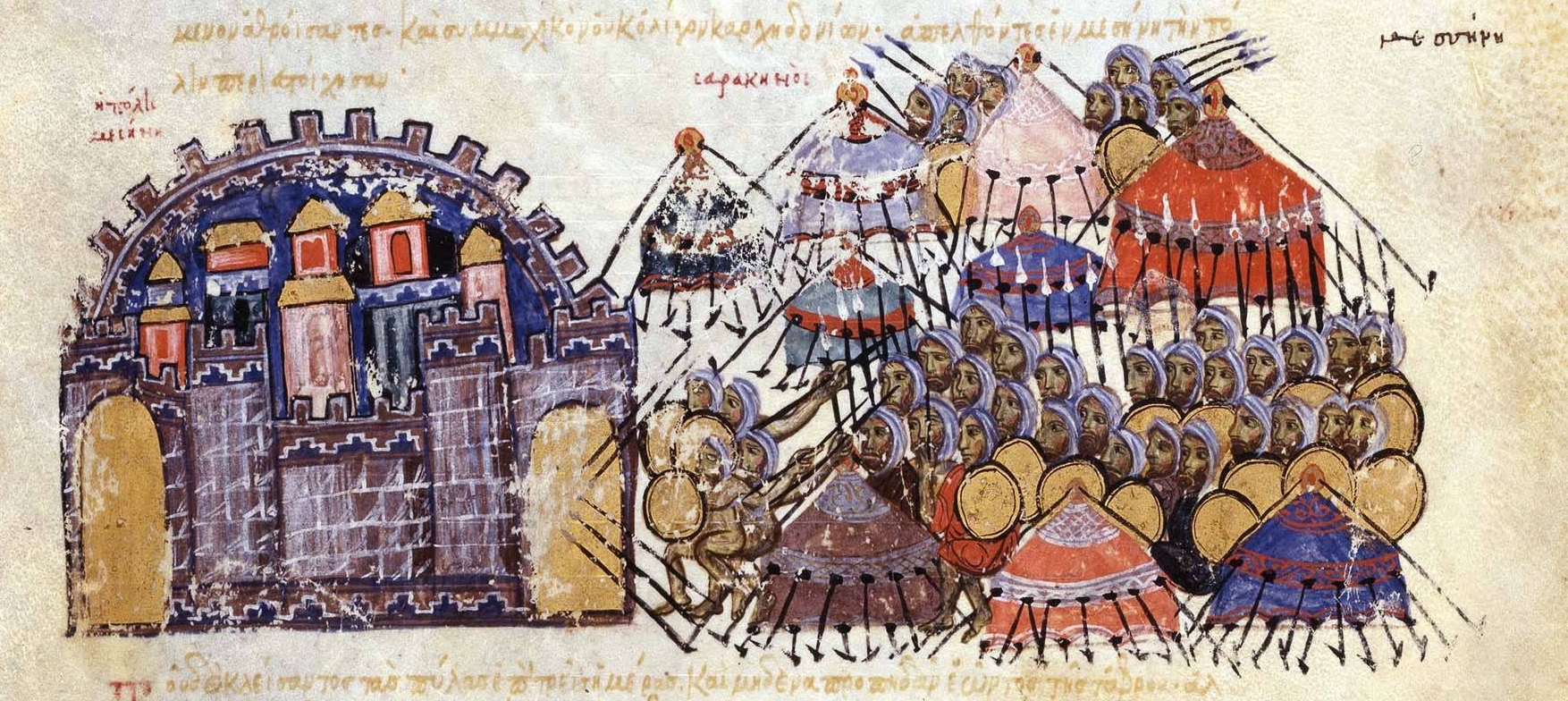
Messine assiégée par les Arabes.

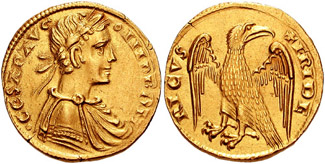
Augustale (pièce d'or impériale) frappée à la zecca de Messine au XIIIe siècle sous le règne de Frédéric II.

Après la chute de l'Empire romain d'Occident, Messine passe sous la domination des Goths en 476 et des Byzantins en 535 avant de tomber sous la coupe des Sarrasins en 842 lors de la conquête musulmane de la Sicile. Elle reste sous la domination islamique jusqu'à ce que les frères normands Robert Guiscard et Roger de Hauteville (futur Roger Ier de Sicile) s'emparent de la cité en 1061. Au XIIe siècle, les souverains normands font construire une belle cathédrale et l'église Annunziata dei Catalani puis font de Messine un centre intellectuel brillant autour des moines basiliens du monastère du Santissimo Salvatore,. Le port de la ville sert également de point de départ aux moines-soldats de l'ordre du Temple vers la Terre Sainte pendant les croisades. Lors de la troisième croisade, Richard Cœur de Lion et Philippe Auguste font escale à Messine. À la suite de nombreuses dissensions entre les insulaires et les troupes anglaises, notamment en raison d'un différend au sujet de la dot de sa sœur mariée au roi Guillaume le Bon, Richard finit par s'emparer de la ville les armes à la main. En 1221, Frédéric II de Hohenstaufen convoque les assises de Messine (it), réunion de nobles et de seigneurs locaux à l'issue de laquelle sera promulgué le corps de lois du royaume de Sicile.
Comptant désormais parmi les grandes villes siciliennes, Messine devient l'un des principaux théâtres où s'affrontent les dynasties napolitaine de la maison d'Anjou et aragonaise de la maison de Barcelone pour le contrôle de la Sicile. Initialement bastion du soutien aux Angevins, Messine se joint à la révolte des Vêpres siciliennes en 1282 ce qui lui vaut d'être assiégée pendant trois mois par Charles Ier d'Anjou. Port stratégiquement contrôlé par les Aragonais, elle subit un nouveau siège angevin jusqu'à la cessation des hostilités en 1302. En 1345, Orlando d'Aragon, fils illégitime de Frédéric II de Sicile, est nommé stratège de Messine en hommage aux racines grecques de la cité du détroit.
Deux ans plus tard, en 1347, Messine est l'un des points d'entrée de la peste noire en Europe occidentale, introduite dans le port de la ville par des galères génoises en provenance de la cité pestiférée de Caffa. Cette dernière avait elle-même été infectée lors du siège mené par les armées mongoles de Djanibeg ; les marchands italiens présents dans la ville ont alors fui via la Méditerranée et débarqué en Sicile. Des récits contemporains décrivent l'arrivée des « navires de la mort » venus de l'est qui flottaient jusqu'aux rivages de Messine alors que leurs équipages étaient déjà morts de la peste ou mourants. L'épidémie de peste noire ravage donc d'abord Messine et la Sicile avant de se propager à grande vitesse vers le reste de l'Italie et de l'Europe.

### Période moderne
Admirateur d'Ignace de Loyola, le vice-roi de Sicile Juan de Vega favorise l'arrivée de Jésuites dans l'île qui ouvrent en 1547 à Messine l'un des premiers collèges de la Compagnie de Jésus, le Studium Generale (actuelle université de Messine). Cet établissement devient un modèle pour de nombreuses autres villes d'Europe qui sollicitent à leur tour l'ouverture d'un collège jésuite. En 1571, une flotte chrétienne unie (vénitienne, espagnole, pontificale et d'autres États italiens) appareille de Messine, sous le commandement du jeune infant Juan d'Autriche, pour rencontrer la flotte turque à la bataille de Lépante afin de limiter l'expansionnisme ottoman qui menace les états chrétiens de la Méditerranée : l'écrivain espagnol Miguel de Cervantes, qui a pris part à la bataille, se remet de ses blessures au grand hôpital de Messine. En 1575, la ville est touchée par une nouvelle épidémie de peste bubonique qui décime peut-être la moitié de la population. À la fin du XVIe siècle, Messine compte encore 50 000 habitants et atteint l'apogée de sa splendeur au début du siècle suivant, figurant parmi les villes les plus peuplées du continent.

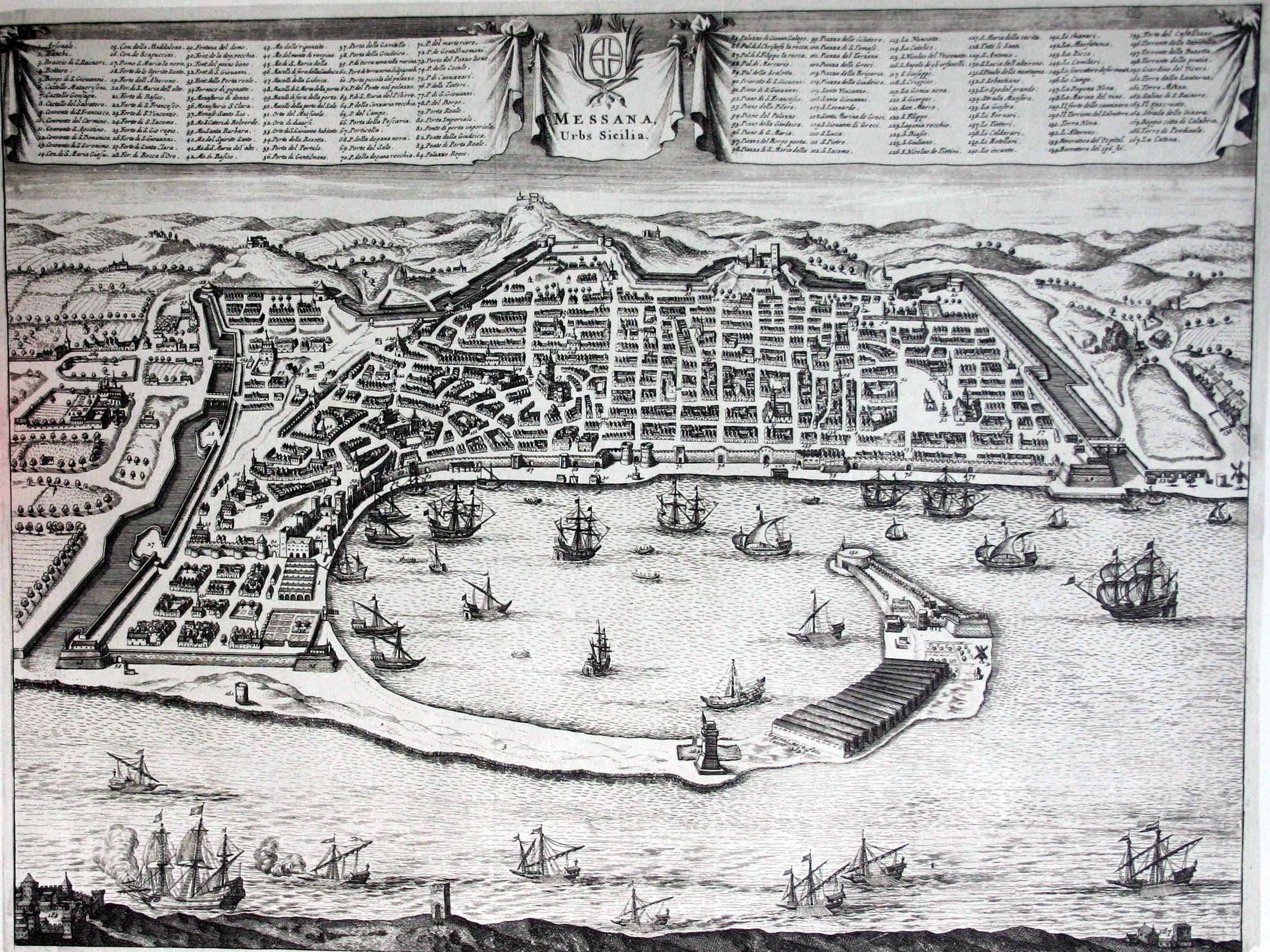
Carte de Messine au XVIIe siècle.

La lutte d'influence entre Palerme l'aristocratique et Messine la patricienne, qui tient son prestige de l'ancienneté de ses privilèges remontant à l'Antiquité romaine, s'accentue tout au long des XVIe et XVIIe siècles. Messine, qui souhaite s'attirer les faveurs du vice-roi siégeant à Palerme, lui construit un palais et lui propose en 1629 de diviser la Sicile le long du Salso en deux provinces avec deux vice-rois distincts contre un million de scudi. Elle revendique vainement le monopole des soieries siciliennes mais subit la concurrence de la soie française. Économiquement affaiblie, la ville se dépeuple alors qu'elle doit payer la construction de ses fortifications contre les Turcs.
Dans ce contexte économique défavorable, Messine se révolte contre l'Espagne de 1674 à 1678, un temps soutenue par Louis XIV qui envoie le duc de Vivonne et Duquesne. Malgré quelques victoires navales, les Français ne parviennent pas à prendre pied en Sicile et les requêtes de la bourgeoisie messinoise à Louis XIV sont rejetées par le roi, qui décide de rappeler ses troupes après les traités de Nimègue. Désormais sans défense, Messine est reconquise par le vice-roi espagnol qui, en guise de représailles, fait détruire le palais municipal et labourer le sol en y répandant du sel, fait fondre la cloche de la cathédrale dont le bronze est réutilisé par Giacomo Serpotta pour fabriquer une statue de Charles II placée sur la piazza Duomo, supprime le Sénat local ainsi que l'université fondée en 1548, un fort massif est édifié pour surveiller la ville. Certaines familles nobles rebelles s'exilent hors de Sicile et d'autres sont dépossédées, la population citadine fond de moitié.
Couronné roi de Sicile le 3 juillet 1735, Charles III libère aussitôt Messine de ses sanctions mais la peste désole la cité en 1743 (48 000 morts,) et, en 1783, un séisme provoque un incendie qui la ravage pendant plus d'une semaine et sa reconstruction s'étalera sur plusieurs décennies. Messine n'est désormais plus en position de concurrencer Palerme qui se déploie.
En 1847, Messine est l'une des premières villes de l'Italie pré-unitaire où éclatent des émeutes en faveur du Risorgimento. L'année suivante, lors du printemps des peuples, elle se révolte ouvertement contre les Bourbons mais le roi la fait intensément bombarder pour rétablir l'ordre,.

### Période contemporaine
À la suite de la bataille de Milazzo, en 1860, les troupes garibaldiennes pénètrent dans la ville, leur permettant de partir à la conquête de la terre ferme. Giuseppe Mazzini, l'une des principales figures de l'unification italienne, est élu député de Messine aux élections législatives de 1866.

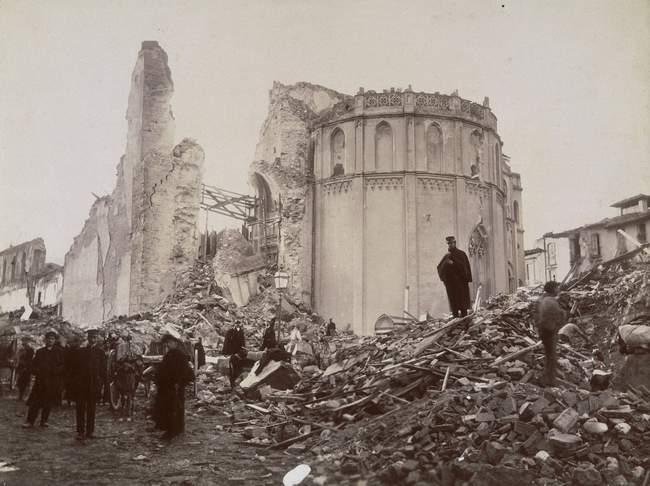
Ruines de l'ancien duomo à la suite du tremblement de terre de 1908 (photographe : Wilhelm von Gloeden).

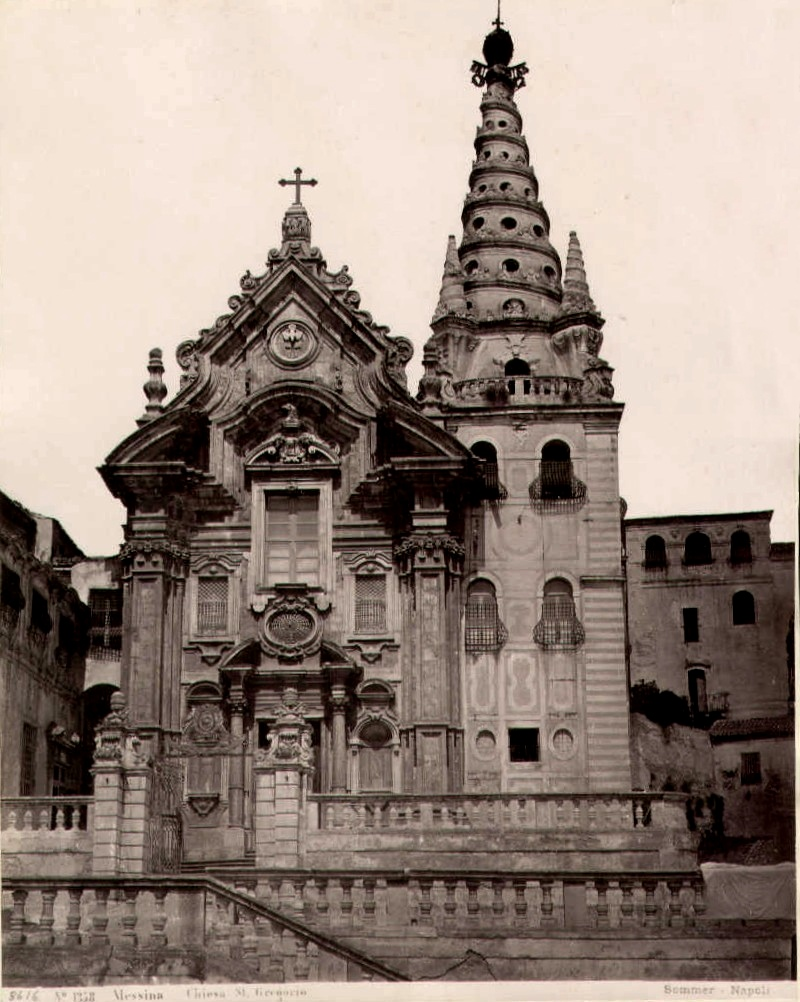
La chiesa di San Gregorio, l'un des nombreux monuments historiques de Messine disparus lors de la catastrophe de 1908.

Un léger séisme endommage la ville le 16 novembre 1894, ce qui fait toutefois pâle figure en comparaison à ce qui attend Messine quatorze ans plus tard : le tremblement de terre de 1908, l'un des plus dévastateurs qu'ait jamais connu l'Europe occidentale, et le raz-de-marée qui s'est ensuivi. Cette catastrophe naturelle a fait 70 000 morts dans la ville (soit près de la moitié de sa population), 80 000 autres victimes dans l'agglomération et n'y laissa qu'un vaste champ de ruines, la quasi totalité des monuments historiques dont Messine s'était enrichie depuis les temps antiques s'est effondrée pendant ces 37 funestes secondes. L'État engage rapidement le déblaiement des décombres ainsi que la réouverture des services essentiels et les communes frappées par le sinistre bénéficient de subsides exceptionnelles et d'exemption d'impôts. Les autorités construisent dans la hâte des baraques temporaires pour loger les déplacés, lesquelles se développeront en bidonvilles et perdureront plus d'un siècle. La conception d'un nouveau plan est confiée à Luigi Borzì. La reconstruction est facilitée par des règles d'urbanisme d'exception, ce qui favorise la spéculation immobilière et la corruption. Elle coûta au total 116 millions de dollars de l'époque (2,8 milliards de dollars en 2016), provenant en partie de la solidarité de la communauté internationale.
Messine subit à nouveau des dommages conséquents en 1943, lors de l'invasion alliée de la Sicile au cours de laquelle elle est maintes fois bombardée. En raison de son emplacement stratégique en tant que point de transit pour les troupes de l'Axe qui s'y font ravitailler depuis l'Italie continentale, la ville est en effet une cible de choix pour les forces aériennes britanniques et américaines qui larguent quelque 6 500 tonnes de bombes en l'espace de quelques mois. Ces raids meurtriers ont causé la mort de 854 civils. Au sortir de la guerre, Messine reçoit la médaille d'or de la valeur militaire pour commémorer son nombre élevé de victimes et récompenser l'énième effort de reconstruction qu'elle a dû entreprendre.
En juin 1955 s'y tint la conférence de Messine, à l'hôtel de ville ainsi que dans la commune voisine de Taormine, réunion des ministres des Affaires étrangères d'Europe occidentale qui allait donner naissance à la CEE (Communauté économique européenne, précurseur de l'Union européenne).

## Politique et administration

### Subdivisions administratives

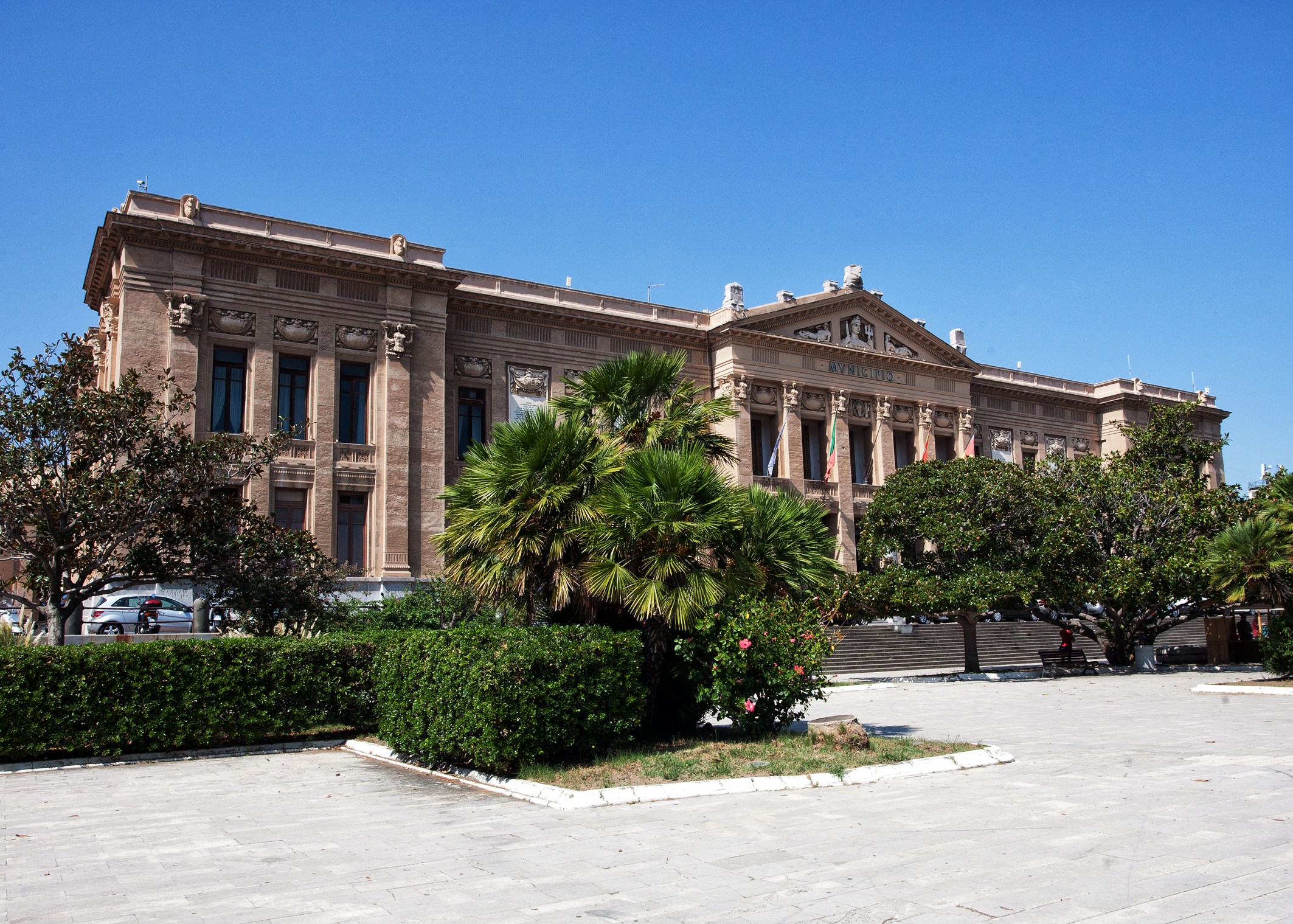
Palazzo Zanca, hôtel de ville de Messine.

La commune de Messine, vaste et très étendue, englobe les hameaux ou quartiers suivants :
Acqualadrone, Altolia, Bordonaro, Briga Marina, Briga Superiore, Castanea delle Furie, Cumia, Curcuraci, Faro Superiore, Ganzirri, Gesso, Giampilieri Marina, Giampilieri Superiore, Larderia, Massa San Giorgio, Massa San Giovanni, Massa San Nicola, Massa Santa Lucia, Mili San Marco, Mili San Pietro, Molino, Orto Liuzzo, Piano Torre, Rodia, Salice, San Filippo Inferiore, San Filippo Superiore, San Saba, Santa Lucia sopra Contesse, Santo Stefano di Briga, Santo Stefano Medio, Spartà, Tipoldo, Torre Faro, Tremestieri, Zafferia.

### Liste des maires
| Période                                  | Période          | Identité              | Étiquette               | Qualité                    |
| ---------------------------------------- | ---------------- | --------------------- | ----------------------- | -------------------------- |
| 1er juillet 1994                         | 28 mai 1998      | Francesco Providenti  | Parti populaire italien |                            |
| 1998                                     | 2003             | Salvatore Leonardi    | UDC                     |                            |
| 26 mai 2003                              | 12 décembre 2005 | Giuseppe Buzzanca     | AN                      |                            |
| 12 décembre 2005                         | 16 juin 2008     | Francantonio Genovese | PD                      |                            |
| 16 juin 2008                             | 24 juin 2013     | Giuseppe Buzzanca     | PDL                     |                            |
| 17 septembre 2012                        | 25 juin 2013     | Luigi Croce           |                         | Commissaire extraordinaire |
| 25 juin 2013                             | 26 juin 2018     | Renato Accorinti      | Indépendant de gauche   |                            |
| 26 juin 2018                             | 14 février 2022  | Cateno De Luca        | Sicilia Vera            |                            |
| 23 février 2022                          | 16 juin 2022     | Leonardo Santoro      |                         | Commissaire extraordinaire |
| 16 juin 2022                             | En cours         | Federico Basile       | Lega                    |                            |
| Les données manquantes sont à compléter. |                  |                       |                         |                            |

### Jumelages
- Assise (Italie) depuis 2014 ;
- Palmi (Italie) depuis 2024[75].

### Communes limitrophes
Fiumedinisi, Itala, Monforte San Giorgio, Rometta, Saponara, Scaletta Zanclea, Villafranca Tirrena.

## Population et société

Drapeau des Grecs de Messine.

Messine abrite une petite minorité hellénophone, originaire du Péloponnèse, arrivée entre 1533 et 1534 pour fuir la domination ottomane. Elle est officiellement reconnue en 2012 en tant que communauté grecque de Messine.

### Évolution démographique
Habitants recensés

### Sports
La ville est représentée au football par le club de l'ACR Messine.
Le coureur cycliste Vincenzo Nibali y est né, ce qui lui a valu le surnom de « Requin de Messine ».

## Économie

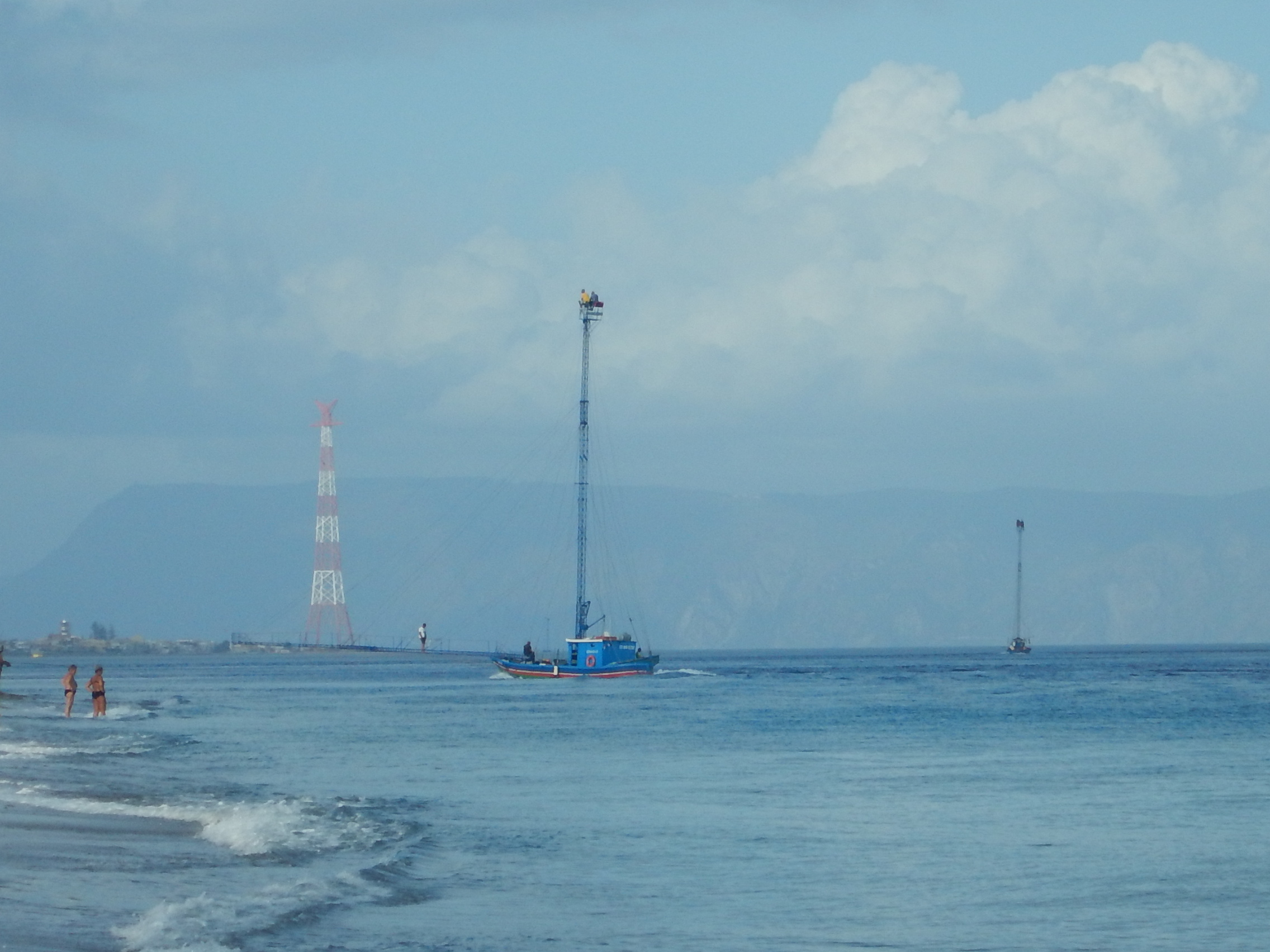
La felouque, embarcation traditionnelle des pêcheurs de Messine.

Messine est au cœur d'une région très agricole, où sont particulièrement répandues les cultures de la vigne (faro et mamertino) et des agrumes (notamment les mandarines).
Le port de Messine est le siège d'un arsenal militaire ainsi que de chantiers navals civils. Les nombreuses navettes (voitures et trains sur bateaux) reliant Messine à la Calabre (Reggio de Calabre et Villa San Giovanni) contribuent également au tissu économique local.

## Culture et patrimoine

### Architecture et monuments remarquables

#### Architecture civile

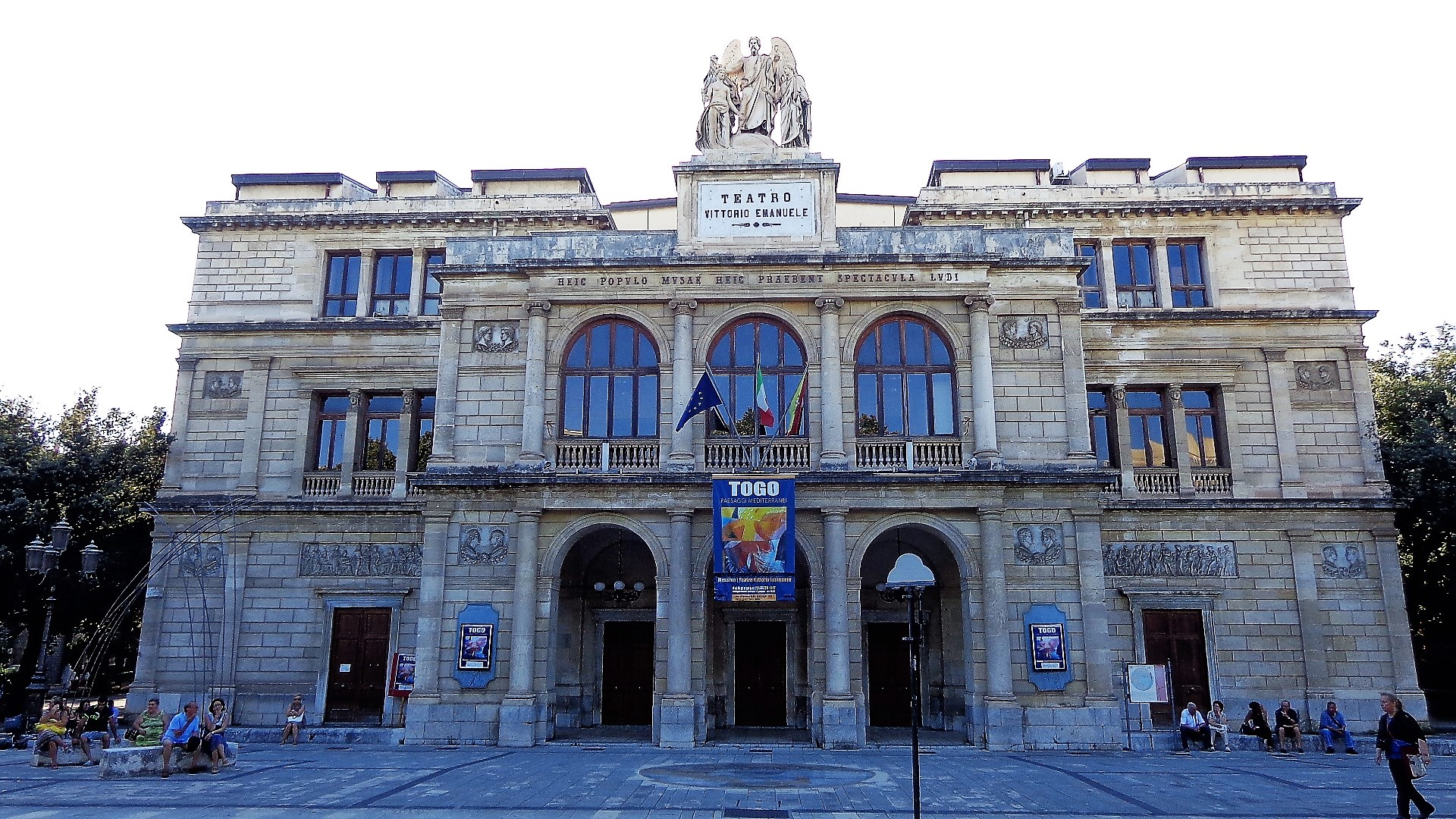
Teatro Vittorio Emanuele-II, via Giuseppe Garibaldi.

- Teatro Vittorio Emanuele-II, via Giuseppe Garibaldi.Le palazzo Zanca (it), hôtel de ville de Messine ;
- La galleria Vittorio Emanuele-III (galerie Victor-Emmanuel-III) ;
- Le teatro Vittorio Emanuele-II (it) (théâtre Victor-Emmanuel-II) ;
- Le palazzo Calapaj-d'Alcontresj, construit au XVIIIe siècle, est l'un des rares édifices ayant survécu au séisme de 1908 ;
- Le pylône de Messine, et son homologue sur l'autre rive du détroit, ont été construits en 1957 pour supporter une ligne électrique aérienne de 220 kV fournissant de l'électricité à l'île. Plus hauts pylônes du monde à l'époque de leur construction, ils ne sont plus fonctionnels depuis leur remplacement par un câble sous-marin et sont désormais accessibles au public ;
- Le phare de San Ranieri, construit en 1555[77] ;
- Le palazzo della Provincia (ou palazzo dei Leoni), siège provincial puis métropolitain, construit en 1914 par Alessandro Giunta ;
- Le palazzo della Cultura (it), inauguré en 2009.

#### Architecture religieuse

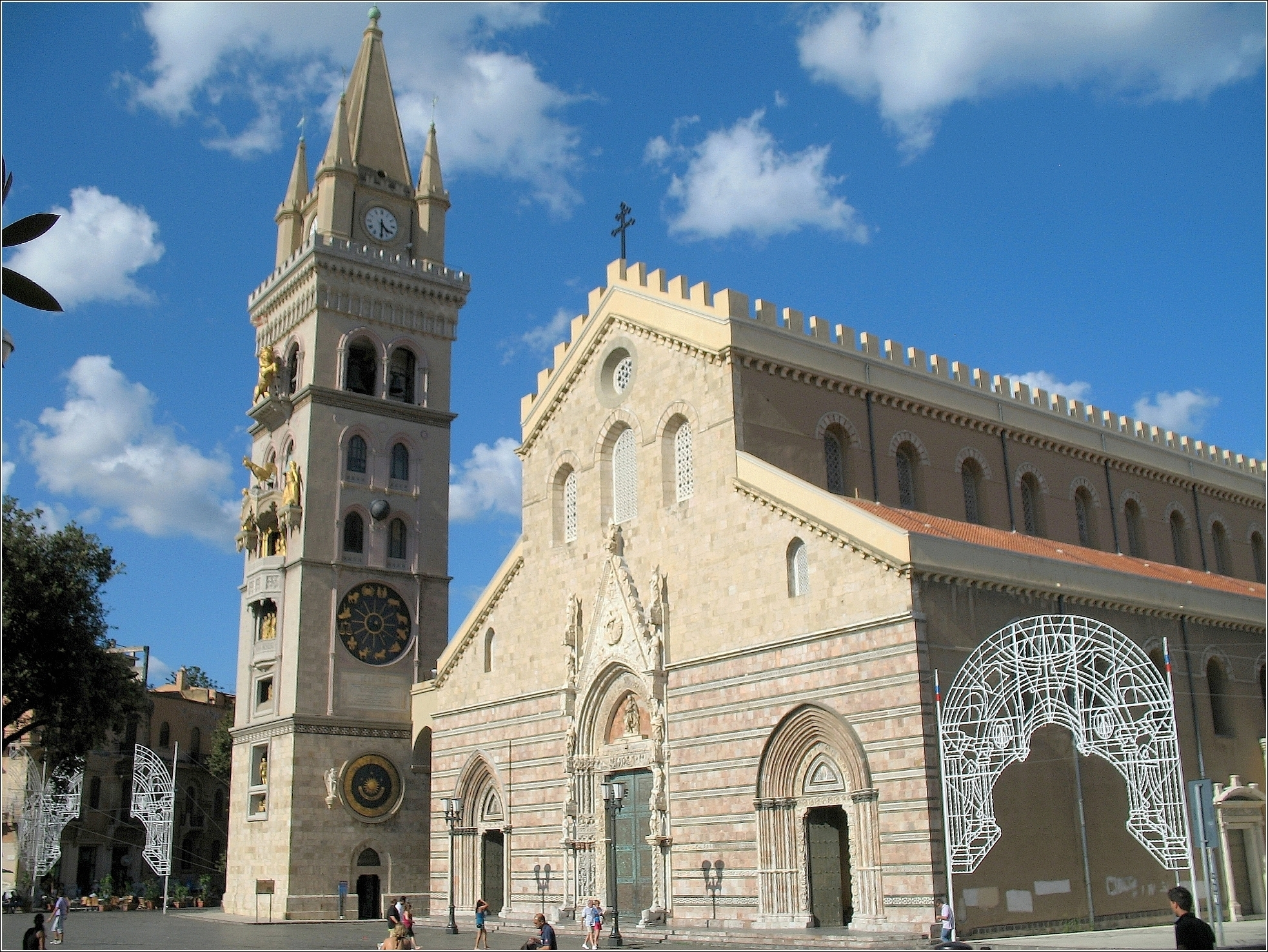
La cathédrale de Messine et son clocher.

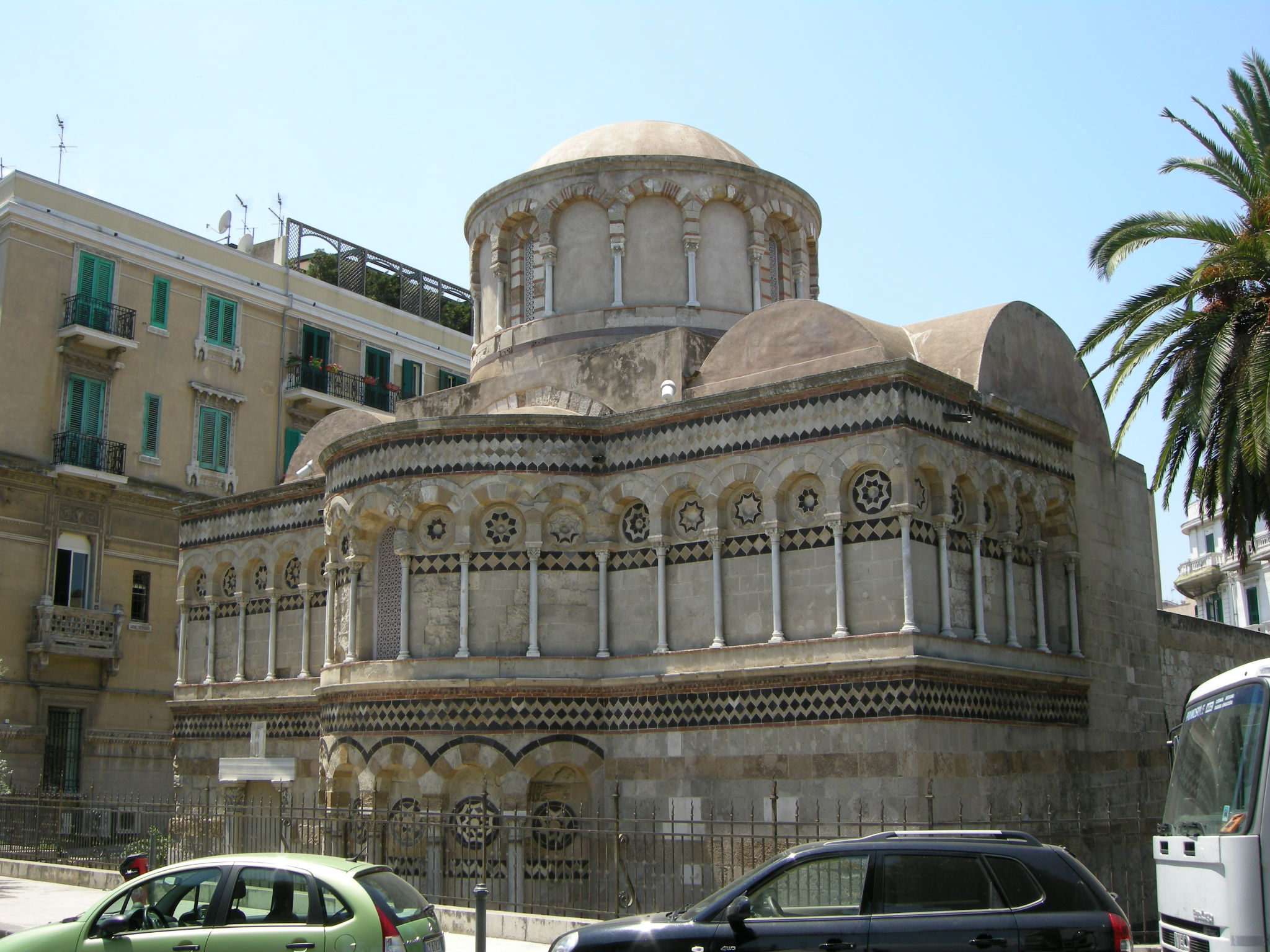
La chiesa della Santissima Annunziata dei Catalani.

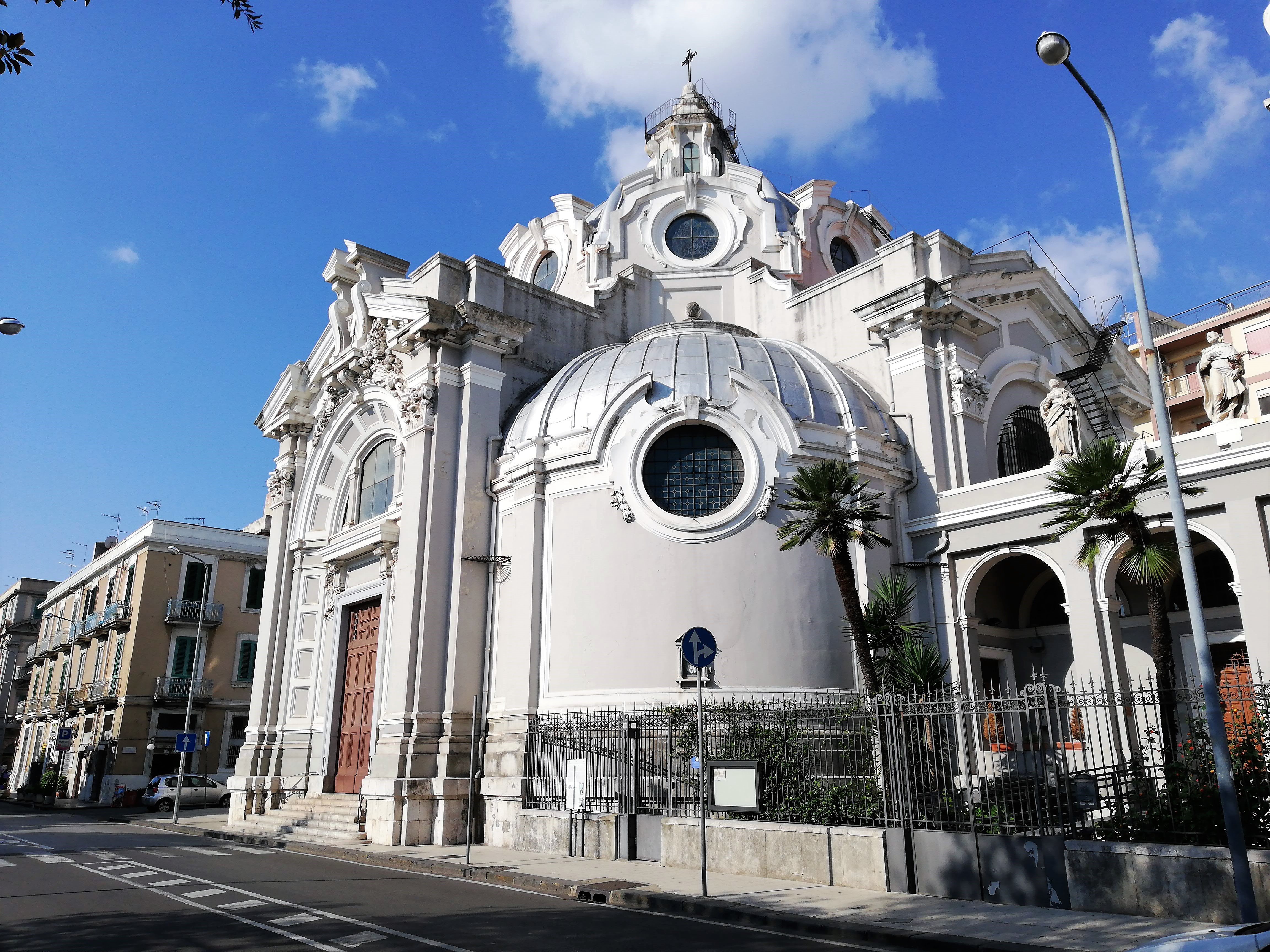
La chiesa del Carmine.

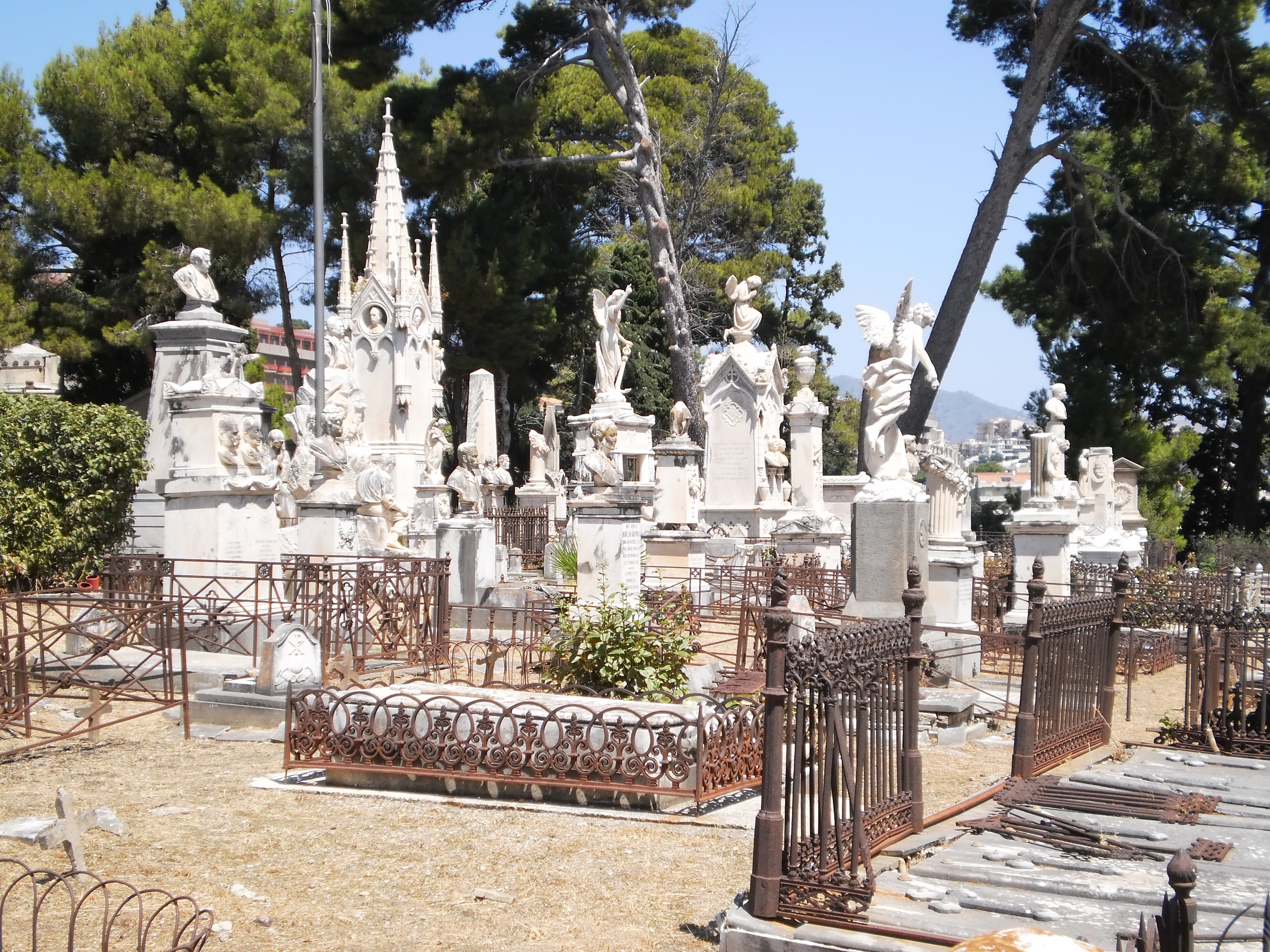
Le cimetière monumental de Messine.

- La cathédrale de Messine et son clocher.La chiesa della Santissima Annunziata dei Catalani.La chiesa del Carmine.Le cimetière monumental de Messine.La cathédrale de Messine (XIIe siècle), à l'origine d'architecture normande, a été reconstruite en 1919-1920 après le tremblement de terre de 1908 puis de nouveau en 1943 après avoir été incendiée par un bombardement des Alliés - la structure normande d'origine est facilement identifiable au niveau de l'abside. La façade de l'édifice comporte trois portails de style gothique tardif dont celui du centre, le plus massif, date probablement du début du XVe siècle et est surmonté d'un tympan ajouté en 1468. L'architrave est ornée d'une sculpture représentant le Christ parmi les évangiles et de divers motifs anthropomorphes, animaux et végétaux, tandis que l'intérieur est ordonné autour d'une nef flanquée de deux bas-côtés de même longueur qui sont séparés du vaisseau central par un alignement de 28 colonnes. Si l'abside est bien d'origine, les mosaïques qui la décorent sont des reproductions modernes. La cathédrale abrite les dépouilles de l'empereur Conrad IV, souverain germanique de Sicile, ainsi que des archevêques Palmer († 1195), Guidotto de Abbiate (XIVe siècle) et Antonio de Lignamine (XVIe siècle). La cappella del Sacramento (chapelle du Sacrement, XVIe siècle), est en grande partie recouverte de mosaïques d'époque médiévale. Le clocher de la cathédrale renferme une horloge astronomique construite en 1933 par l'entreprise alsacienne Ungerer[78], qui reste à ce jour l'une des plus grandes au monde. Le mécanisme de la tour contient des statues animées qui illustrent chaque jour, à midi, l'un des événements de l'histoire civile et religieuse de Messine[79] ;
- La chiesa della Santissima Annunziata dei Catalani (église de la Très-Sainte Annonciade des Catalans, fin du XIIe siècle), remontant à la fin de la période normande et remaniée au siècle suivant lors du raccourcissement de sa nef qui a impliqué une refonte totale de sa façade. Elle présente une abside cylindrique ainsi qu'une coupole émergeant d'un haut tambour. La décoration extérieure du transept et de la coupole, avec sa série d'arcs aveugles séparés entre eux par de petites colonnes, reflète les influences arabes dont est profondément imprégnée l'architecture normande en Sicile[80] ;
- La chiesa di Santa Maria degli Alemanni (début du XIIIe siècle), ancienne chapelle du prieuré des chevaliers teutoniques stationnés à Messine, est l'un des rares exemple d'architecture purement gothique en Sicile avec ses fenêtres élancées en arc et ses contreforts galbés[81] ;
- La chiesa del Carmine (église du Carmel, près du palais de justice), construite en 1931, abrite une statue de la Vierge Marie du XVIIe siècle ;
- Le santuario di Montevergine renferme le corps incorrompu de sainte Eustochia Smeralda Calafato ;
- Le sacrario di Cristo Re (it)[82] ;

- Le santuario della Madonna di Montalto (it) ;
- La basilica di Sant'Antonio di Padova (it)[83] ;
- La chiesa di Santa Maria di Mili ;
- L'ancien collège des Jésuites de Messine[84] ;
- Le cimetière monumental de Messine, le plus vaste en Italie après celui de Staglieno, à Gênes.

#### Monuments remarquables
- La fontana di Orione (fontaine d'Orion), sculpture monumentale sur la place de la cathédrale édifiée en 1547 par Giovanni Angelo Montorsoli, disciple de Michel-Ange, en respectant une scénographie complexe à la fois néoplatonicienne et alchimique. Elle est qualifiée par l'historien de l'art Bernard Berenson de « plus belle fontaine du XVIe siècle » ;
- La fontana del Nettuno (it) (fontaine de Neptune), face à la préfecture, orientée vers le port, sculptée par Montorsoli dix ans après la précédente (1557) ;
- La statue de Don Juan d'Autriche, œuvre d'Andrea Calamech (1572) ;
- La fontana Senatoria (fontaine du Sénat), construite en 1619[85] ;
- Les Quattro Fontane (it), quatre fontaines identiques ornant les quatre angles d'une place formée au croisement de deux anciennes artères urbaines de l'époque précédent le séisme de 1908. Seules deux d'entre elles sont toujours en place depuis l'événement fatidique, tandis que les deux autres sont exposées au musée régional en raison du rebouchage de l'une des deux rues ayant conduit à la suppression de la place lors de la reconstruction urbaine ;
- LaFenice (le Phénix), sculpture inaugurée en 2011 sur la piazza della Memoria.

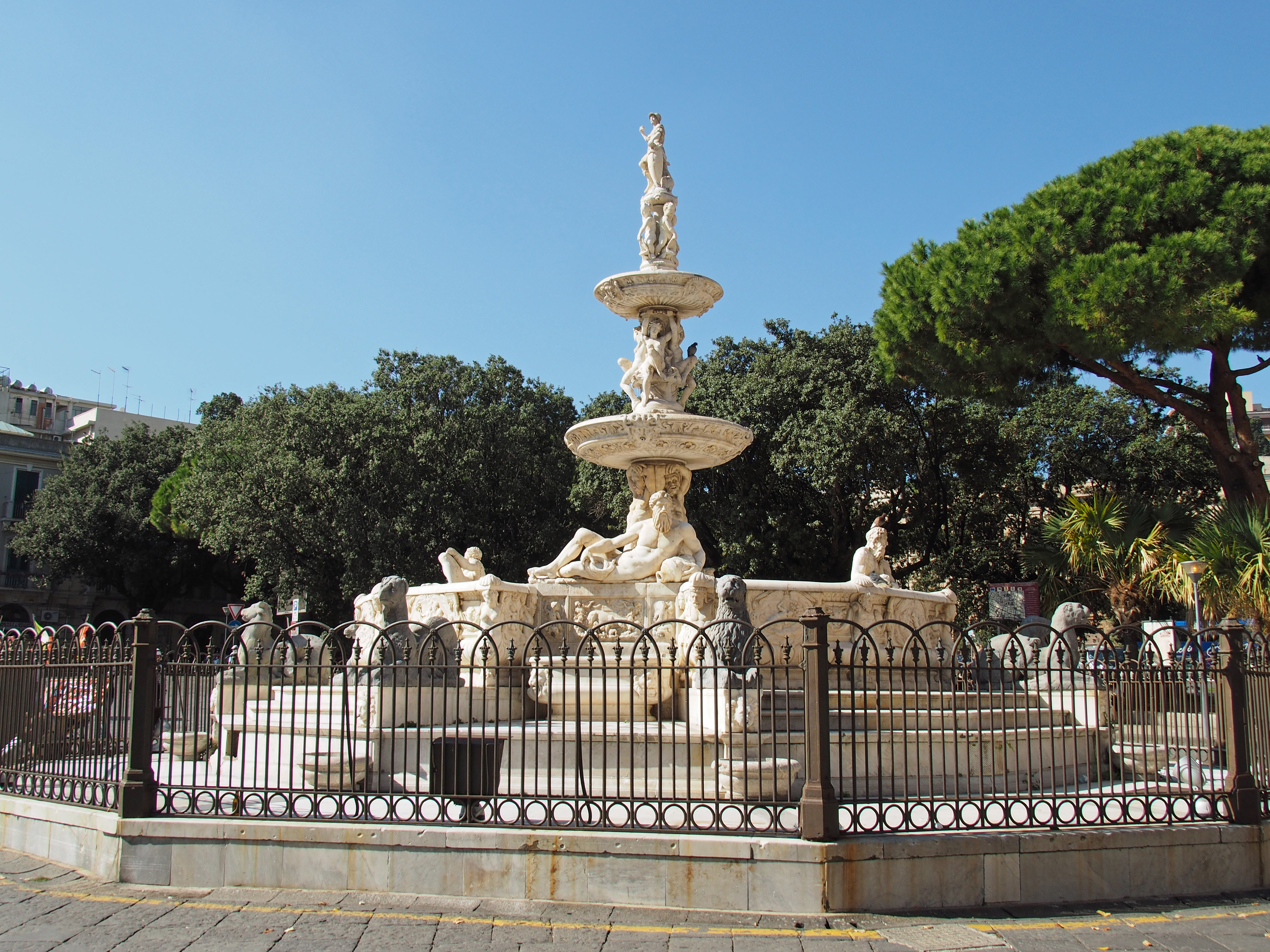
Fontana di Orione (it).
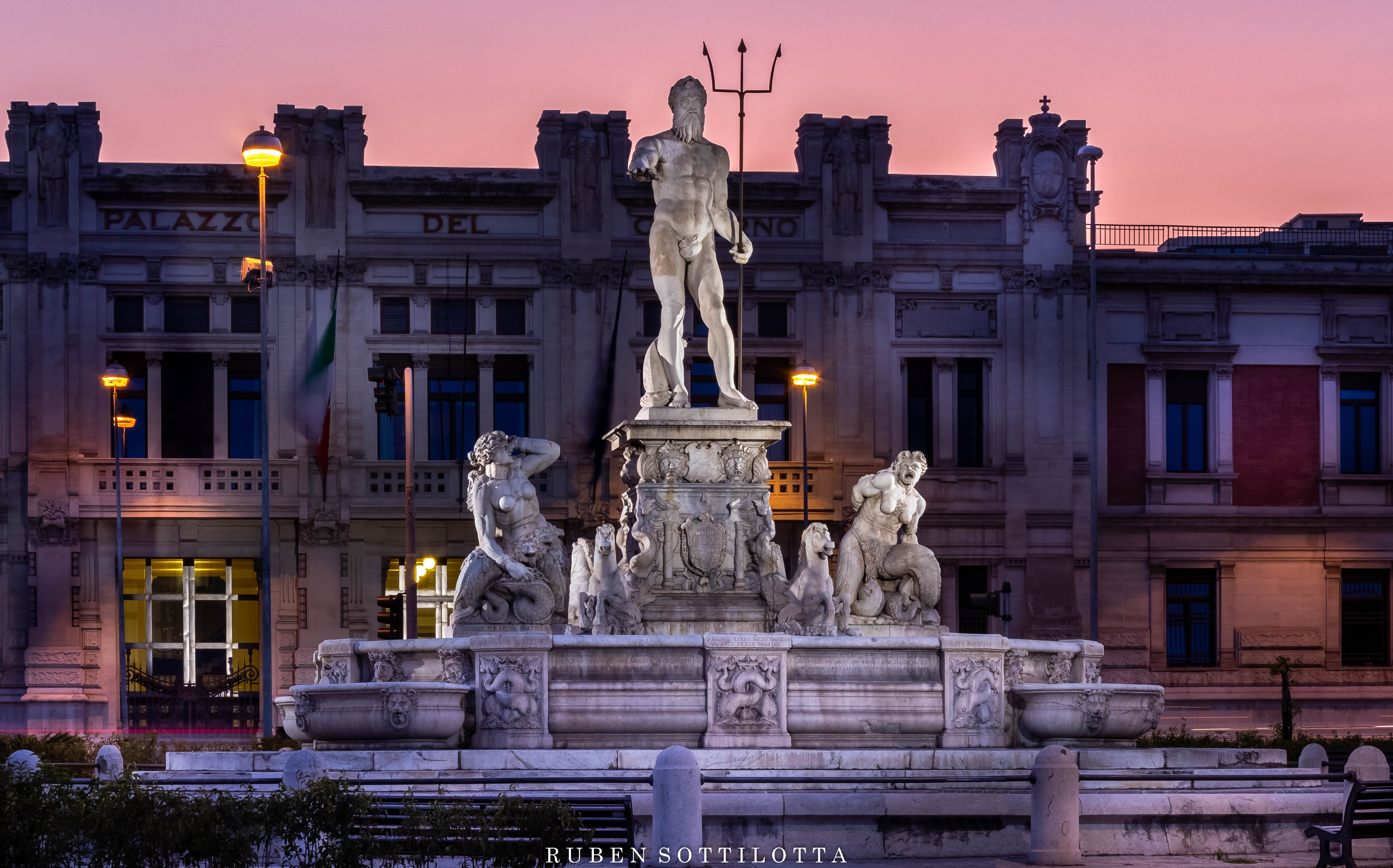
Fontana del Nettuno (it), sur le bord de mer.
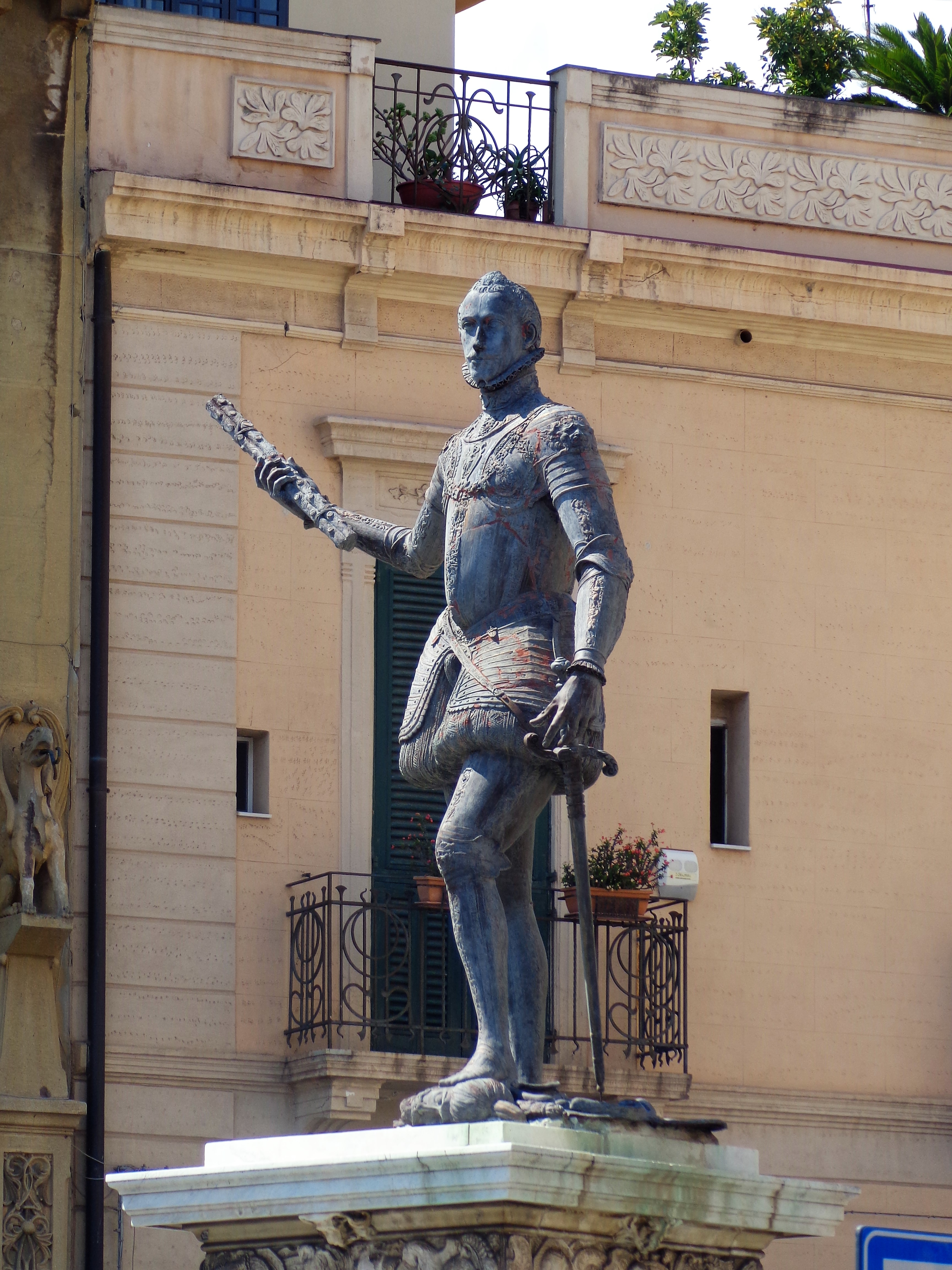
Statue de Don Juan d'Autriche.
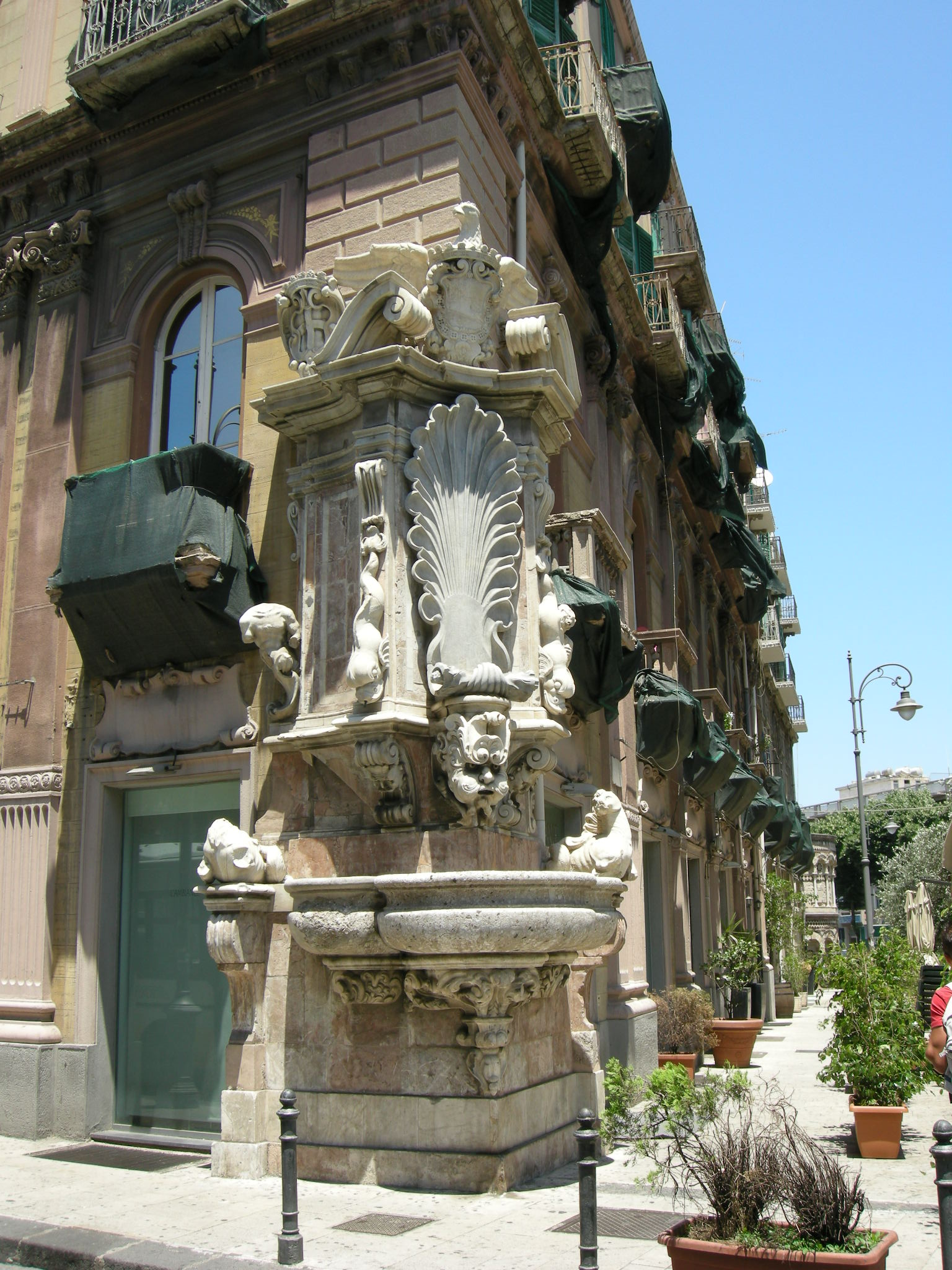
L'une des deux Quattro Fontane (it) toujours en place.

#### Architecture militaire

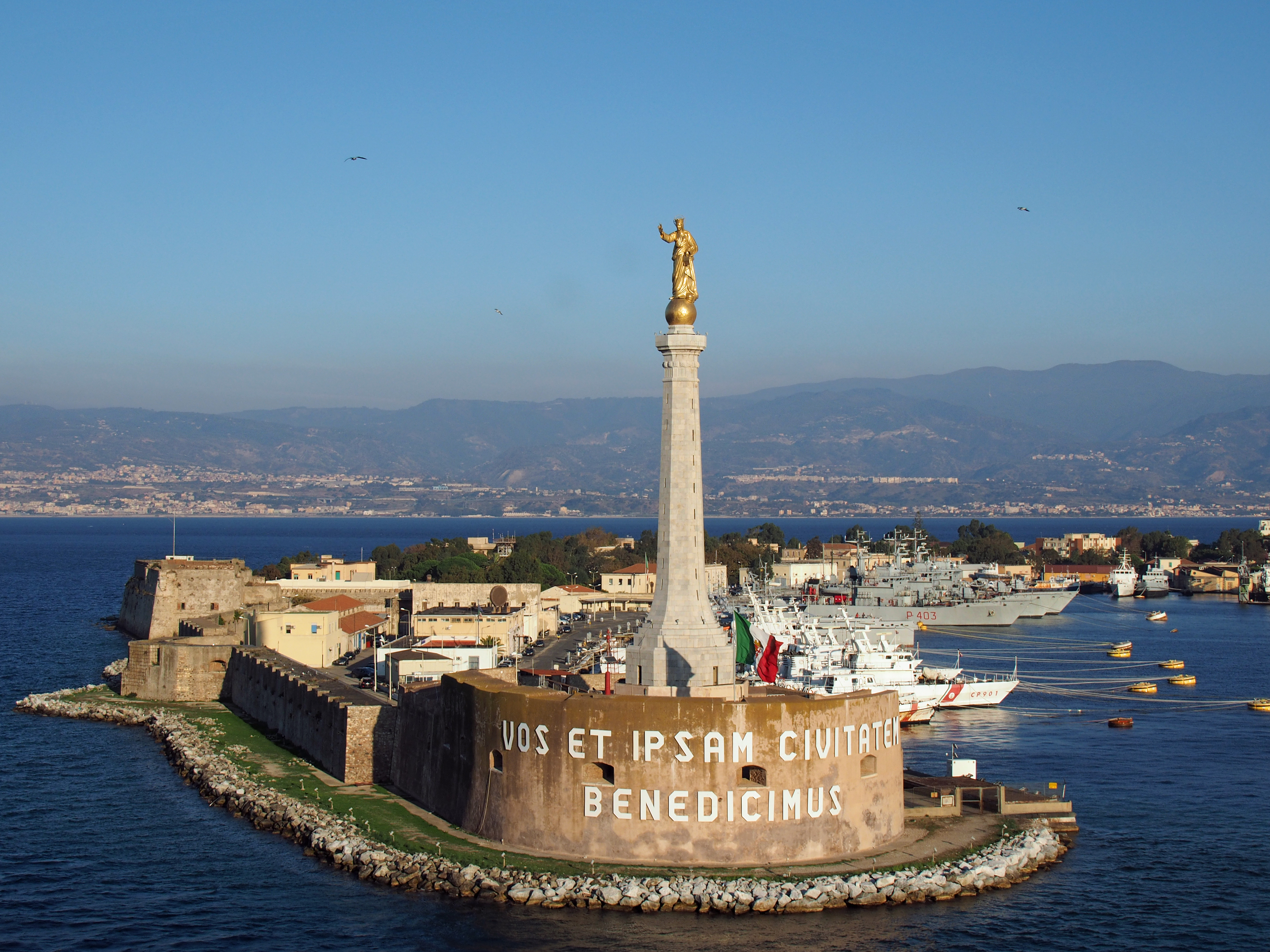
La veillant sur le port de Messine, au-dessus du Santissimo Salvatore.

- La Madonna della Lettera (it) veillant sur le port de Messine, au-dessus du Santissimo Salvatore.Le forte del Santissimo Salvatore (it), fort du XVIe siècle posté à l'entrée du port de Messine. Il porte les mots que la Vierge Marie aurait adressé aux Messinois dans une lettre en 42 apr. J.-C. : Vos et ipsam civitatem benedicimus (« Nous vous bénissons, vous et cette ville ») ;
- Le forte Gonzaga (it), fort du XVIe siècle implanté dans les collines surplombant Messine ;
- La porta Grazia, porte principale de la Real Cittadella (it) (citadelle royale de Messine, dont il ne reste que quelques vestiges éparpillés dans le port) conçue par Domenico Biundo et Antonio Amato.

### Musées
- Le Musée régional de Messine (MuMe), expose notamment des tableaux du Caravage, Antonello de Messine, Alonzo Rodriguez et Mattia Preti ;
- La Galleria d'Arte Contemporanea di Messina accueille quant à elle des peintures de Giò Pomodoro, Renato Guttuso, Lucio Fontana, Corrado Cagli, Giuseppe Migneco et Max Liebermann.

### Culture populaire
- Allons à Messine est une chanson paillarde et de marins dont le refrain est : Allons à Messine, Pêcher la sardine, Allons à Lorient, Pêcher le hareng ;
- Beaucoup de bruit pour rien, comédie de Shakespeare écrite en 1598-1599 dont l'action se passe à Messine ;
- Antoine et Cléopâtre, tragédie de Shakespeare écrite en 1607 dont l'intrigue se déroule entre Alexandrie (Égypte) et Messine ;
- La Fiancée de Messine, tragédie de Friedrich Schiller écrite en 1803 ;
- L'Aquilone, poème de Giovanni Pascoli écrit en 1904 ;
- Horcynus Orca, Stefano D'Arrigo (1975) ;
- Kingdom of Heaven est un film réalisé par Ridley Scott sorti en 2005. Au début du film, on peut voir des croisés embarqués pour la Terre Sainte depuis Messine.

### Cuisine

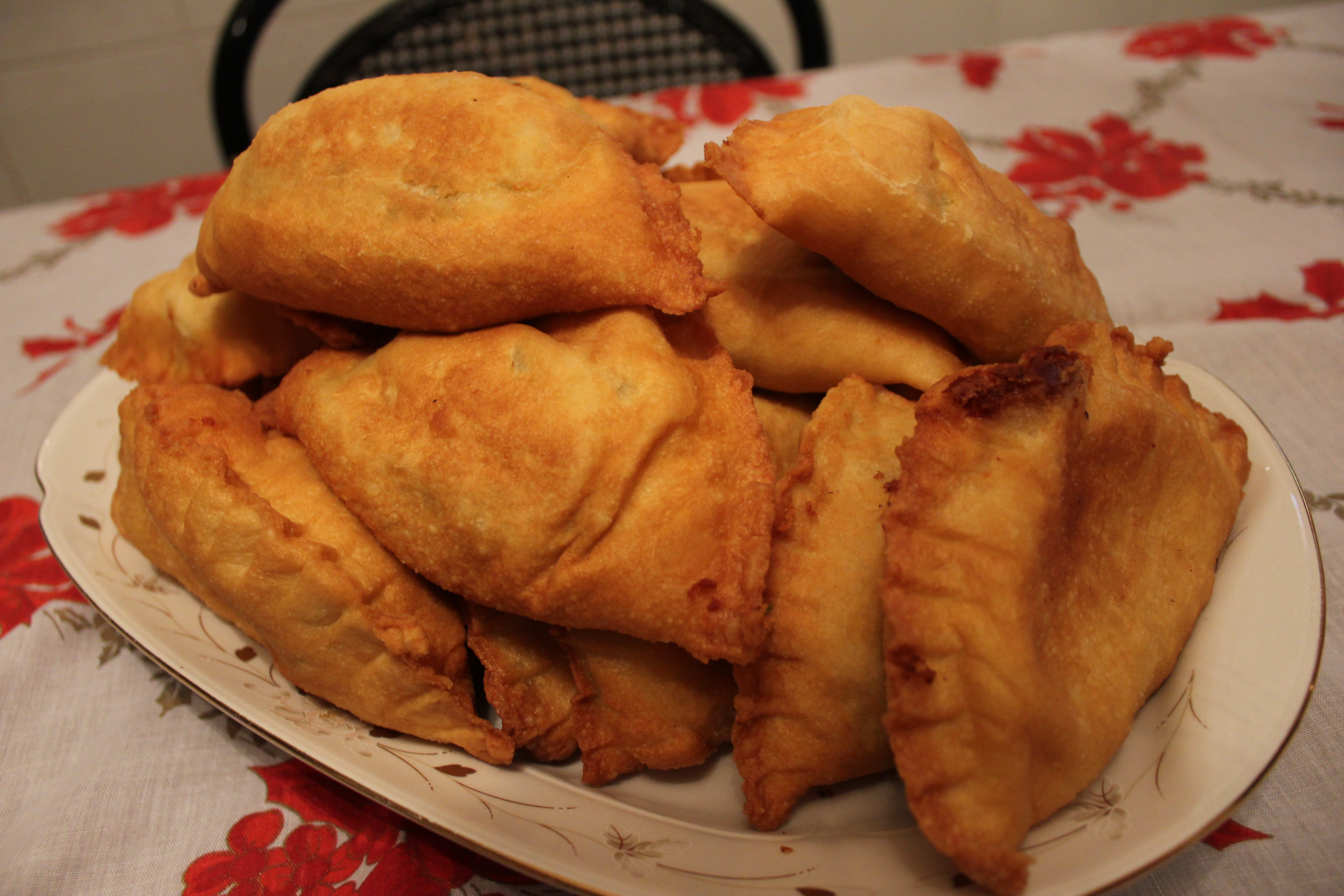
Les pidoni, spécialité culinaire de Messine.

La cuisine messinoise se distingue par ses mets à base de poissons et de fruits de mer, à commencer par l'espadon, le stockfisch, la moule méditerranéenne et le thon, bien que l'une de ses spécialités les plus renommées soit à base de viande : le falsomagro, un rôti farci. Le dessert le plus typique à Messine est la pignolata glassata, une pâtisserie en forme de petite boule qui, comme son nom l'indique, est recouverte d'un épaisse couche de glaçage. Les spécialités salées de la ville sont la focaccia messinese, garnie d'endives, anchois dessalés, poivre noir et tuma, ainsi que le pane alla disgraziata, copieuse tranche de pain garnie d'ingrédients divers. Les rustici (snacks tels que les arancini, pidoni, mozzarelle in carrozza ou sfoglie) et la granita, aux saveurs variées (fraise, citron, café-crème, etc.) et accompagnée de la traditionnelle brioscia, sont des mets proposés à la carte de presque tous les bars et restaurants de la ville.
La consommation de certains plats est conditionnée par le calendrier religieux des Messinois, notamment :
- Les pidoni, chaussons fourrés aux endives, anchois salés et scamorza, à l'origine préparés spécifiquement pour le jour de l'Annonciation (25 mars) ;
- Le ciusceddu, un ragoût composé de viande hachée, os de veau, ricotta fraîche, œufs, chapelure, fromage maiorchino, tomates, oignon, céleri et persil, traditionnellement cuisiné pour le jour de Pâques ;
- La pasta 'ncasciata, plat très copieux à base de pâtes aux boulettes de viande, œufs, caciocavallo, aubergines et sauce tomate, préparé pour le jour de l'Assomption (15 août). Cette fête est marquée à Messine par la procession de la Vara (it), une imposante structure votive de forme pyramidale, haute de 14 mètres et pesant environ 8 tonnes.

### Personnalités liées à Messine
- Guido delle Colonne (XIIIe siècle), juge et écrivain ;
- Antonello de Messine (1430–1479), peintre majeur de la Renaissance ;
- Eustochia Smeralda Calafato (1434–1485), abbesse fondatrice d'un monastère et sainte ;
- Girolamo Alibrandi (1470–1524), peintre ;
- Francesco Maurolico (1494–1575), astronome et mathématicien humaniste ;
- Alonzo Rodriguez (1578–1648), peintre ;
- Antonio Barbalunga (XVIIe siècle), peintre ;
- Filippo Juvarra (1678–1736), architecte baroque ;
- Giuseppe La Farina (1815–1863), acteur du Risorgimento ;
- Giuseppe Natoli (1815–1867), avocat et homme politique ;
- Giuseppe Seguenza (1833–1889), naturaliste, géologue et paléontologue ;
- Hannibal Marie Di Francia (1851–1927), saint ;
- Luigi Rizzo (1887–1951), officier de marine et héros de la Première Guerre mondiale ;
- Gaetano Martino (1900–1967), homme politique, médecin et professeur à l'université de Messine ;
- Giuseppe Migneco (1908–1997), peintre ;
- Stefano D'Arrigo (1919–1992), écrivain ;
- Tano Cimarosa (1922–1986), acteur ;
- Vincenzo Nibali (né en 1984), coureur cycliste et vainqueur de trois grands tours.